# Rhynchota
I rincoti (Rhynchota o Hemiptera Linnaeus, 1758) sono un ordine di insetti pterigoti, comprendente circa 68 000 specie e distribuito in tutto il mondo. Sistematicamente è incluso fra gli Exopterygota (Neoptera Paraneoptera) ed è l'unico ordine della sezione Rhynchotoidea.
Il nome Rhynchota deriva dal greco rhynchos ("rostro"), per caratteristica conformazione dell'apparato boccale. In ambito internazionale e scientifico è tuttavia largamente più usato il vecchio nome Hemiptera, attribuito da Linneo. Questo nome è in realtà concettualmente inappropriato, in quanto fa riferimento ad un particolare morfologico, la conformazione dell'ala anteriore, che è proprio di uno solo dei sottordini in cui si suddividono i Rincoti.
I Rincoti costituiscono uno degli ordini di insetti più studiati sotto l'aspetto zoologico e applicativo. Il raggruppamento comprende infatti specie di interesse ecologico e naturalistico, medico-sanitario e agrario. L'ambito di interesse principale, oltre a quello zoologico, è quello agrario e forestale: l'ordine comprende, infatti, un elevato numero di specie dannose all'agricoltura a fronte di un minore numero di altre utili.

## Descrizione

### Morfologia
I Rincoti possono presentare dimensioni molto variabili, da quelle dei Coccidi, alcuni dei quali possono misurare meno di un millimetro, a quelle dei Belostomatidi e dei Fulgoridi, le cui dimensioni possono superare i 15 cm di apertura alare e avvicinarsi ai 10 cm di lunghezza del corpo. Notevole è il polimorfismo nell'ambito dell'ordine, che comprende anche specie a forma involuta, in cui può scomparire del tutto la differenziazione delle tre regioni morfologiche (capo, torace e addome) e delle appendici più vistose (antenne, ali e zampe), come si verifica nella generalità dei Coccidi. Interessanti sono, in alcuni gruppi sistematici, le colorazioni delle livree (es. vari Pentatomoidei), e gli ornamenti dell'esoscheletro, che in alcune specie possono assumere forme decisamente bizzarre (es. Membracidi).
| |  |  |
| Morfologia dei Rincoti Eterotteri: vista ventrale (a sinistra), laterale (al centro), dorsale (a destra). |  |  |
| Legenda. A: capo; B: torace; C: addome 1: unghie; 2: tarso; 3: tibia; 4: femore; 5: trocantere; 6: coxa; 7: mesosterno; 8: occhio composto; 9: antenna; 10: clipeo; 11: labbro superiore; 12: buccula; 13: antennifero; 14: gola; 15: rostro (labbro inferiore); 16: propleura; 17: mesopleura; 18: ostiolo efferente della ghiandola odorifera; 19: area evaporativa; 20: metapleura; 21: urosternite; 22: stigmi addominali; 23: laterotergite; 24: gonapofisi; 25: pronoto; 26: scutello; 27: clavo; 28: corio; 29: embolio; 30: membrana. |  |  |

#### Capo

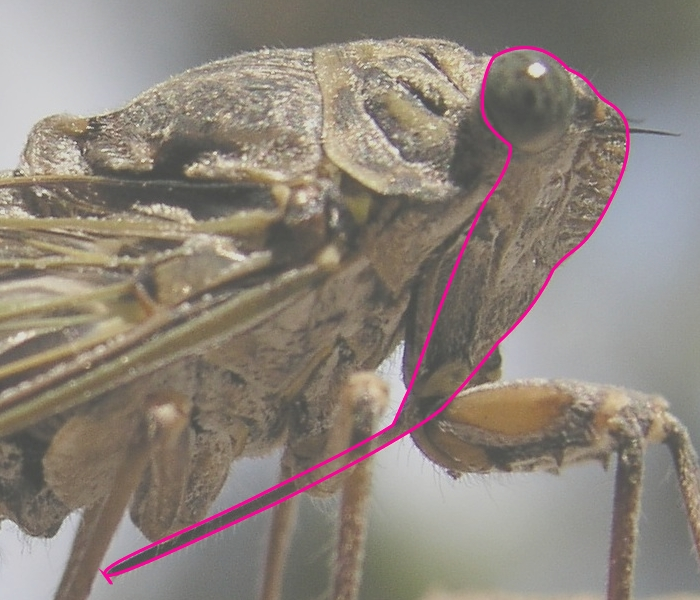
Capo metagnato: l'apparato boccale è rivolto all'indietro e disposto sotto il torace.

Il capo ha varie forme e sviluppi, talvolta nascosto sotto il pronoto, talvolta ben evidente e staccato dal torace. In genere è piccolo, spesso a profilo triangolare. La posizione rispetto al corpo varia, dal tipo prognato, a quello ipognato o, addirittura, metagnato; quest'ultima conformazione è spesso presente nelle forme fitofaghe, funzionale al tipo e alla modalità di alimentazione.
Gli occhi sono in genere ben sviluppati, a volte sostenuti da prominenze del cranio (occhi peduncolati), come nei Taumastocoridi, oppure divisi in due parti, come negli Aleurodi. Gli ocelli sono assenti oppure presenti in numero variabile, secondo il gruppo sistematico, di due o tre. Le antenne sono in genere filiformi, composte da 3-5 articoli negli Eterotteri, meno di 10 negli Omotteri. La lunghezza può variare in relazione allo sviluppo dei singoli antennomeri. In alcuni gruppi sistematici sono assenti o atrofiche (Coccidi).
La morfologia della regione fronto-clipeale è utile, in alcuni casi, per la determinazione sistematica. In tutti i Rincoti, il clipeo è suddiviso da una sutura in due scleriti, denominati rispettivamente anteclipeo e postclipeo.

#### Apparato boccale

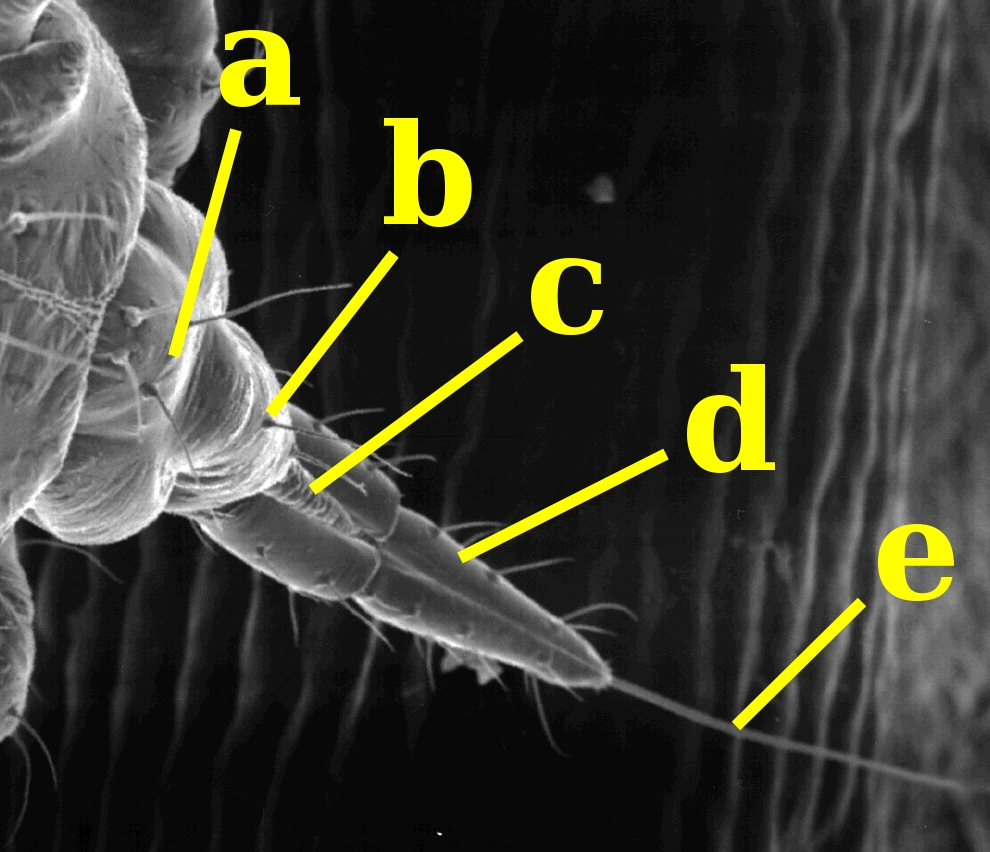
Apparato boccale di un afide. a: postclipeo; b: anteclipeo; c: labbro superiore; d: rostro; e: stiletti.

La morfologia e la funzionalità dell'apparato boccale, del tipo pungente-succhiante, rappresentano uno degli elementi comuni ricorrenti nella generalità dell'ordine e assumono un grado di specializzazione e complessità che fanno dei Rincoti il gruppo sistematico più evoluto nell'ambito degli Esopterigoti. La profonda modificazione, rispetto al tipo masticatore, ha portato all'adozione, da parte degli studiosi, di una terminologia specifica: le mandibole e le mascelle sono infatti genericamente chiamate stiletti e il labbro inferiore è comunemente chiamato rostro.
Il labbro superiore non partecipa alla costituzione dell'apparato boccale, pur subendo un particolare allungamento. In generale ha un profilo triangolare, stretto e allungato, ma molto meno rispetto agli stiletti. In alcuni Rincoti ha uno sviluppo in lunghezza alquanto ridotto e, in questo caso, è sorpassato in lunghezza dalla membrana interna, l'epifaringe. Superiormente è articolato all'anteclipeo. Le mandibole sono stilettiformi e nella loro estremità distale sono leggermente espanse e denticolate. Tale conformazione è finalizzata alla funzione che svolgono, che è quella di perforare i tessuti attaccati. L'interno delle mandibole è attraversato da pori a fondo cieco, che conferiscono una maggiore resistenza meccanica.

Diagramma dell'apparato boccale dei Rincoti. a: labbro superiore; b: mandibola; c: mascella; d: canale alimentare; e: canale salivare; f: rostro.

Le mascelle sono anch'esse stilettiformi, mancano del tutto i lobi distali (galea e lacinia) e i palpi mascellari. La loro sezione è conformata in modo tale da costituire due concavità sul lato adorale (interno). In questo modo, accostandosi ed incastrandosi, delimitano due canali con lume di diverso diametro: quello dorsale, più ampio, costituisce il canale di suzione, quello ventrale, più stretto, è il canale salivare. Le mascelle e le mandibole si articolano all'interno del cranio; esternamente il loro tratto basale differenzia dei lobi che si articolano alle guance. Il posizionamento reciproco durante l'alimentazione è fatto in modo che le mascelle combacino fra loro delimitando i due canali, mentre le mandibole si dispongono ai lati e leggermente all'indietro. Scanalature longitudinali esterne permettono agli stiletti di incastrarsi e scorrere reciprocamente, funzionalità fondamentale nell'atto della perforazione.
Il labbro inferiore, o rostro, è stretto e allungato ed ha una forma quasi cilindrica, affusolata all'estremità distale e concava sul lato dorsale. Mancano i lobi terminali (glosse e paraglosse) e i palpi labiali. È composto da un numero variabile da 1 a 4 articoli secondo il gruppo sistematico. Può avere la stessa lunghezza degli stiletti oppure è più breve. Nell'insieme dell'apparato boccale rappresenta l'elemento di maggiore evidenza e che giustifica il nome dato a questi insetti.

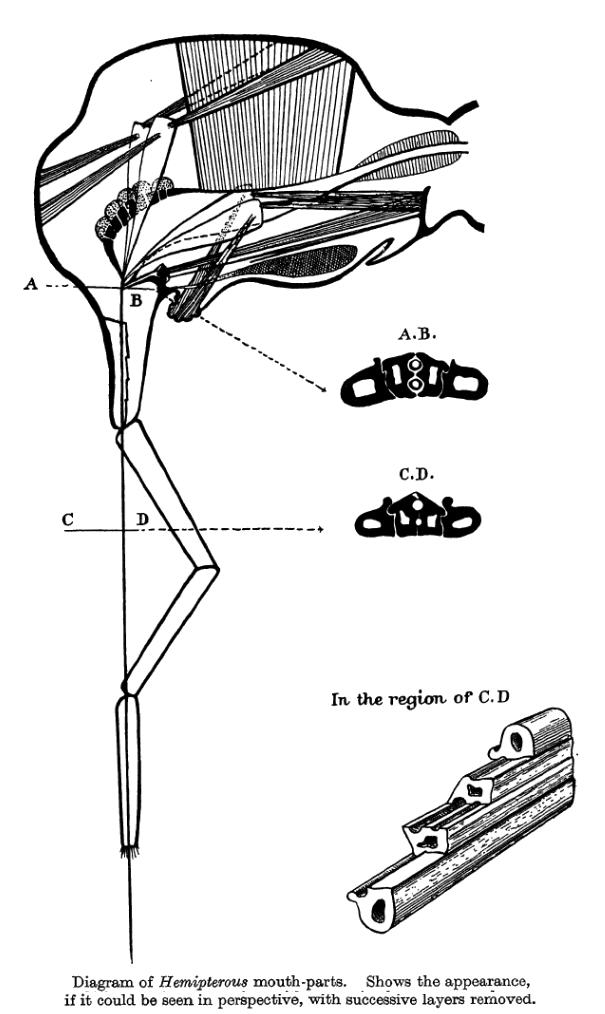
Diagramma morfoanatomico dell'apparato boccale (LEFROY, 1923).

Fra gli elementi morfologici di maggiore importanza ai fini sistematici va considerata la posizione in cui si articola l'apparato boccale:
- Negli Eterotteri, l'apparato boccale si articola nella parte anteriore del capo; alla vista laterale, la base del rostro è posizionata anteriormente rispetto agli occhi; nella regione ventrale del capo, posteriormente al rostro, è presente una regione sclerotizzata, detta gola, che precede il prosterno.
- Negli Omotteri, l'apparato boccale si articola nella porzione posteriore del capo e, alla vista laterale, dietro gli occhi. Manca la gola, al punto che gli stiletti boccali sembrano emergere, ventralmente, dalla regione sternale.

Un altro elemento morfologico, utile per la determinazione sistematica in alcuni gruppi di Eterotteri, è la presenza di due lamine laterali di derivazione mascellare, dette bucculae, fra le quali si posiziona il primo articolo del rostro.
Le modificazioni anatomiche di maggior rilievo, associate all'apparato boccale dei Rincoti, sono la pompetta salivare e la pompa cibariale o faringeale, le leve mandibolari e mascellari e la muscolatura associata. La pompetta salivare è un serbatoio che raccoglie il secreto delle ghiandole salivari ed è dotata di un pistone interno e di un sistema muscolare che permettono l'espulsione della saliva iniettandola nel canale salivare. La pompa cibariale è un adattamento della faringe: la parete ventrale è robusta e sclerificata, mentre quella dorsale è membranosa ed è associata a muscoli che si attaccano alla volta cranica; con questo sistema, la contrazione dei muscoli dilata la faringe creando una depressione che aspira i liquidi dal canale di suzione.
Le leve mascellari e mandibolari sono scleriti interni al cranio sui quali si articolano le mascelle e le mandibole; l'azione di muscoli protrattori e retrattori su questi scleriti permette l'estroflessione o la retrazione degli stiletti. Un'altra modifica anatomica interessa la prefaringe: questa s'incunea in avanti ed è forata in modo da essere attraversata dalle mascelle.

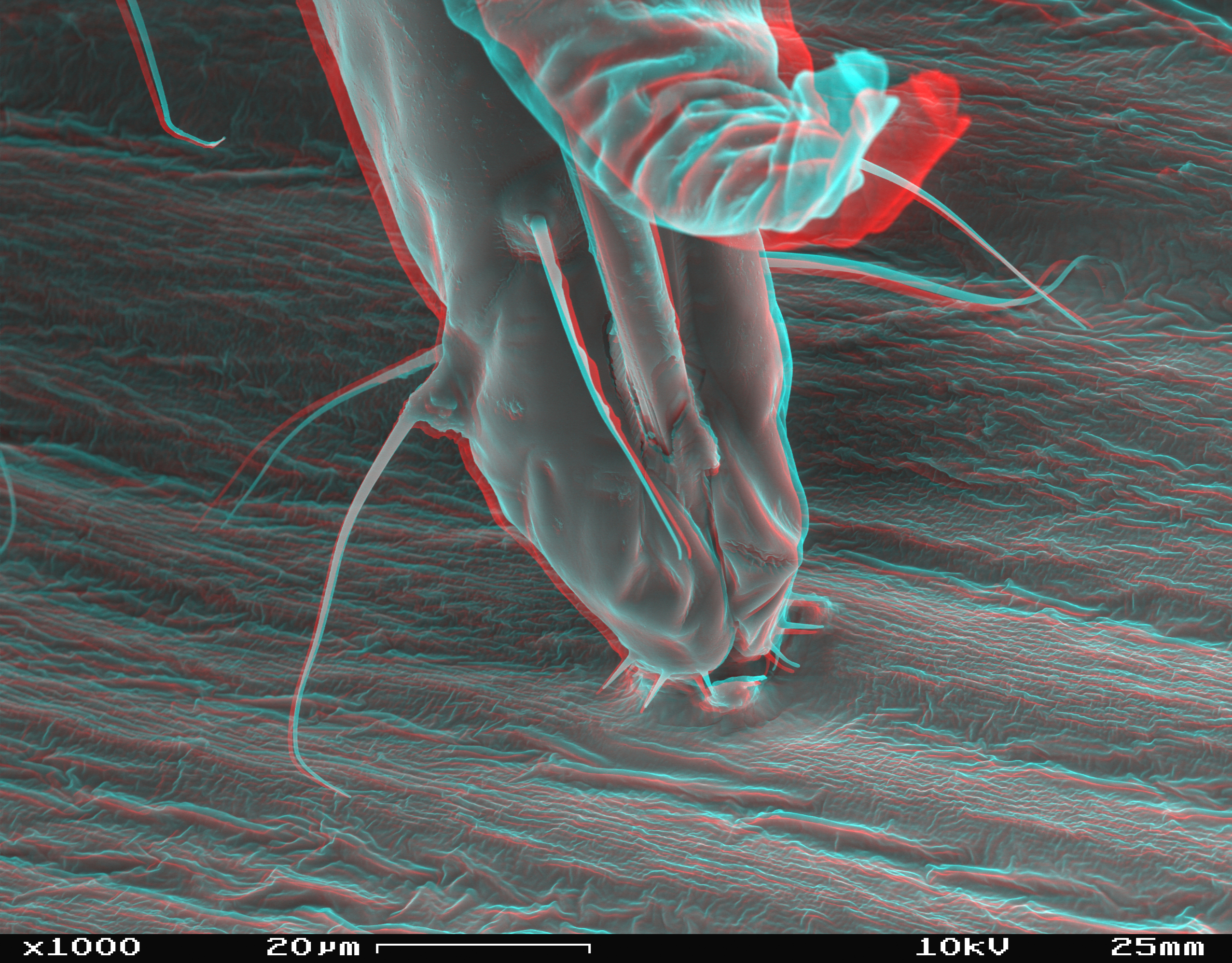
Funzionamento dell'apparato boccale di un afide: l'estremità del rostro guida gli stiletti boccali durante la penetrazione.

Data la particolare conformazione dei Rincoti, che spesso hanno capo metagnato, in posizione di riposo il rostro si adagia sulla parte ventrale del torace e gli stiletti sono raccolti nella doccia formata dal rostro. Quando gli stiletti sono più lunghi del rostro, in fase di riposo si ripiegano in anse nel rostro oppure sono riavvolti in una tasca interna al cranio, detta crumena (es. Coccidi). Singolare è il caso degli Aradidi, nei quali gli stiletti boccali sono avvolti dentro il cranio, in un alloggiamento corrispondente alla regione clipeale, in una spirale verticale, simile alla molla di un orologio.
La dinamica del funzionamento dell'apparato boccale, in fase di alimentazione, è stata accuratamente descritta da WEBER nel 1933. Il rostro, dotato di una notevole mobilità, non partecipa alla puntura e si ripiega a ginocchio, oppure si ritrae per scorrimento reciproco dei suoi articoli; in alcuni casi guida gli stiletti nella fase di penetrazione. Questi ultimi sono in genere introdotti indipendentemente uno dopo l'altro, ad iniziare dalle mandibole, scorrendo reciprocamente per mezzo delle scanalature longitudinali. La capacità di penetrazione è notevole, con una pressione dell'ordine di quasi 100 kPa. Una volta introdotti tutti gli stiletti, l'insetto inietta la saliva e, in una fase successiva, aspira il liquido.

#### Torace

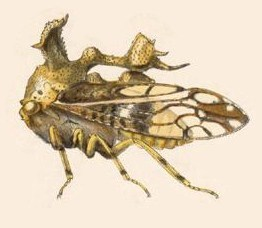
La bizzarra conformazione del pronoto del membracide Smerdalea horrescens.

La morfologia del torace varia notevolmente al punto che non esiste un modello rappresentativo. Il protorace è a volte suddiviso in due parti da una strozzatura (es. Reduvidi) oppure può presentare caratteristiche espansioni laterali del pronoto (Tingidi) o bizzarri processi dell'esoscheletro, di sviluppo anche notevole (Membracidi). Il tergite del mesotorace differenzia spesso lo scutello, che può assumere uno sviluppo tale, in alcuni gruppi, da ricoprire interamente o buona parte delle ali e dell'addome (es. Scutelleridi e Plataspidi); in alcuni di questi casi lo sviluppo dello scutello e il profilo, marcatamente convesso, sono tali da far ricordare, nella forma, i Coleotteri, perciò nella letteratura si usa spesso il termine coleotteriforme nella descrizione di alcuni taxa. Nel metatorace, l'elemento morfoanatomico di maggior rilievo, anche ai fini sistematici, è la posizione, il numero e la conformazione degli sbocchi delle ghiandole odorifere, presenti nella generalità degli Eterotteri. In genere gli sbocchi delle ghiandole odorifere sono localizzati nel metaepisterno in un'area conformata in modo da favorire l'evaporazione del secreto.

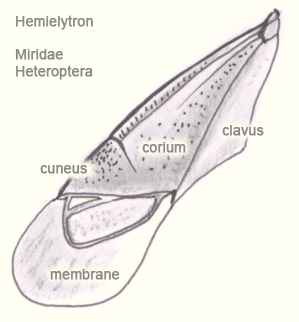
Morfologia dell'ala anteriore (emielitra) dei Miridi (Heteroptera).

Marcato è il polimorfismo delle ali, per quanto riguarda sia lo sviluppo, sia la morfologia. Le ali sono generalmente ben sviluppate, ma esistono vari gradi di meiotterismo, dalle forme brachittere a quelle microttere, subattere e attere. Un caso particolare è quello dei maschi dei Coccidi, le cui ali sono ridotte ad un solo paio. Nelle forme con ali ben sviluppate gli aspetti morfologici più interessanti risiedono nell'ala anteriore. La morfologia delle ali anteriori si riconduce a tre tipi:
- Ali anteriori completamente membranose. È il carattere ricorrente negli Omotteri Sternorrinchi e in alcune famiglie degli Omotteri Auchenorrinchi. Piuttosto rare sono invece negli Eterotteri
- Ali anteriori leggermente sclerificate per tutta la loro estensione (tegmine). È il carattere ricorrente nella maggior parte degli Omotteri Auchenorrinchi e in poche famiglie degli Eterotteri.
- Ali anteriori sclerificate nella porzione prossimale e membranose in quella distale (emielitre). È il carattere ricorrente nella quasi totalità degli Eterotteri e da esso deriva anche il nome di Emitteri dato all'intero ordine. La porzione prossimale, sclerificata, è morfologicamente distinta in due regioni, una intera, detta clavus o clavo, e una esterna, detta corium o corio, separate da una sutura. La porzione distale è interamente membranosa e viene, appunto, chiamata membrana.

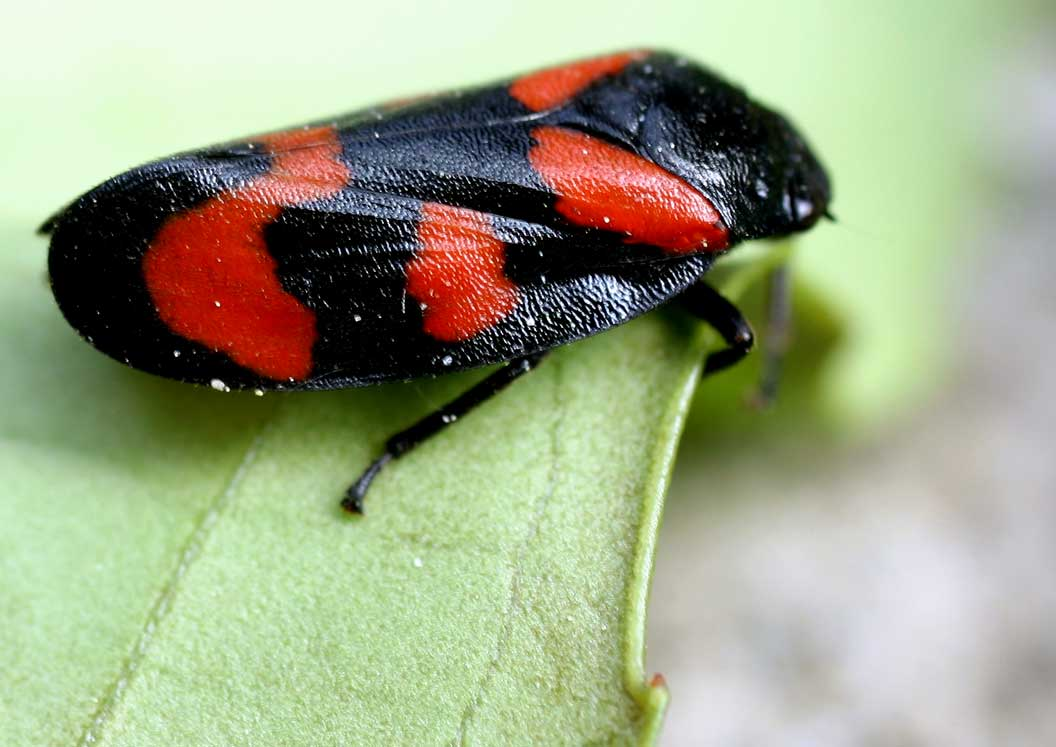
Morfologia dell'ala anteriore (tegmina) di Cercopis vulnerata SCOP., Cercopidi (Homoptera).

Le ali dispongono in genere di apparati di collegamento fra posteriori e anteriori, per sincronizzarne i movimenti. La conformazione di questi organi differisce secondo il gruppo sistematico:
- negli Eterotteri, un ispessimento del margine costale dell'ala posteriore si incastra fra due rilievi sclerificati presenti sul margine posteriore dell'ala anteriore;
- negli Omotteri avviene l'inverso, ovvero, è il margine posteriore dell'ala anteriore che si incastra fra due rilievi presenti nel margine costale dell'ala posteriore.

Le zampe presentano vari sviluppi e conformazioni, fino a scomparire del tutto (Coccidi). Nella generalità delle specie sono di tipo ambulatorio o cursorio, ma sono frequenti anche adattamenti per specifiche funzioni. Le zampe anteriori sono trasformate in raptatorie in diversi Eterotteri predatori (es. Nepidi e Belostomatidi) oppure, più raramente, in fossorie (Corissidi). Le zampe medie e quelle posteriori sono trasformate in natatorie in molti Rincoti acquatici (es. Notonette) oppure adattate a sfruttare la tensione superficiale per scivolare o camminare sulle superfici liquide (es. Gerridi). Le zampe posteriori, infine, possono essere di tipo saltatorio, frequente in alcune famiglie di Auchenorrinchi (es. Cicadellidi e Delfacidi) e di Eterotteri (Miridi). Caratteristiche e bizzarre sono le espansioni fogliacee delle tibie posteriori, appiattite, di alcune specie di Coreidi

#### Addome

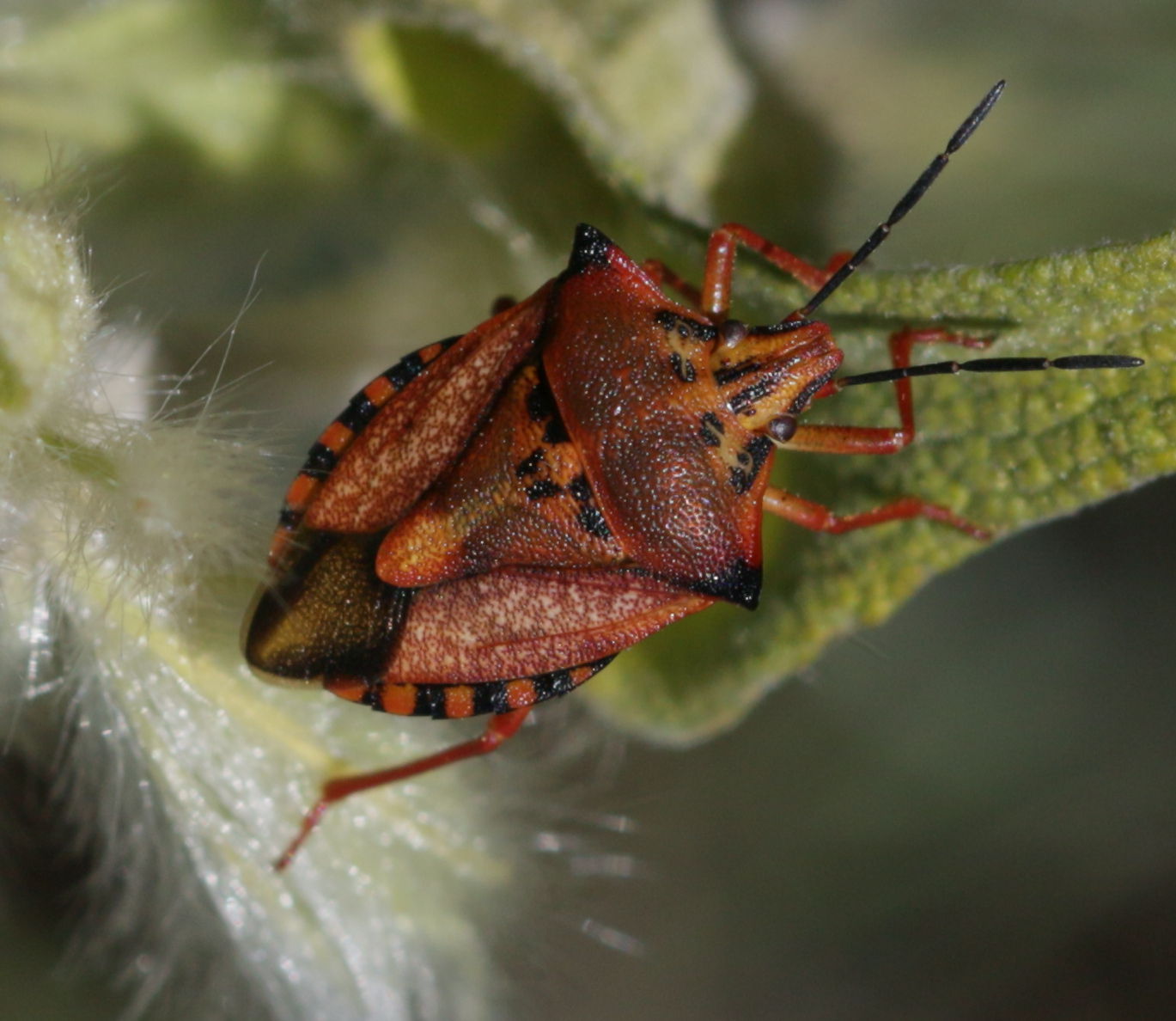
Gli evidenti paratergiti del Carpocoris mediterraneus (Heteroptera).

Anche per l'addome si riscontra una certa eterogeneità nell'ambito dell'ordine, con differenze che caratterizzano i singoli gruppi sistematici. Gli elementi morfologici dell'addome sono perciò utili ai fini tassonomici. L'addome è sessile e composto da 11 uriti, di cui l'undicesimo, quello anale, è ridotto. Il numero di uriti apparenti in genere è inferiore per la riduzione dei primi 1-2 uriti. In molti Eterotteri è più o meno appiattito e, talvolta, presenta espansioni laterali degli urotergiti (laterotergiti o paratergiti) che emergono dalle emielitre (es. Aradidi e vari Pentatomomorfi). Spesso i laterotergiti sono messi in evidenza da colorazioni in contrasto, alternate fra segmenti adiacenti.
I cerci sono assenti. L'ovopositore non è mai particolarmente sviluppato in lunghezza e si compone di un numero variabile di 1-3 paia di valve, formate dagli urosterniti VIII e IX. Particolari conformazioni morfologiche si possono avere in alcuni Cimicomorfi per favorire l'inseminazione durante la copula, ma nella generalità dei Rincoti avviene attraverso lo sbocco della vagina, che si ha nell'urite VIII. In diversi Cimicomorfi, i maschi hanno un organo copulatore asimmetrico e, talvolta, l'asimmetria coinvolge anche la conformazione degli ultimi uriti.
Appendici particolari, con specifiche funzioni, sono presenti in alcuni gruppi sistematici, sia fra gli Eterotteri sia fra gli Omotteri. Negli Omotteri sono presenti organi addominali che sono associati al funzionamento di alcune ghiandole esocrine oppure all'emissione della melata. Sono tali, ad esempio, la codicola e i sifoni degli Afidi. In alcuni Eterotteri acquatici, invece, sono presenti lunghi sifoni terminali il cui scopo è quello di consentire la respirazione dell'insetto immerso prelevando l'aria dalla superficie (Nepidi).

### Anatomia

#### Apparato digerente

Schema della camera filtrante dei Cercopidi. 1: stomodeo; 2: valvola cardiaca; 3, 6, 8: mesentero; 4: camera filtrante; 5: membrana peritoneale; 7: tubi malpighiani; 9: proctodeo; 10: retto.

Rispetto all'apparato digerente tipo lo stomodeo dei Rincoti è adattato all'assunzione di alimenti liquidi per aspirazione, con la presenza della pompa faringeale descritta in precedenza. Questa struttura permette la dilatazione della faringe creando la pressione negativa necessaria per aspirare i liquidi. Rispetto all'apparato digerente tipico manca, inoltre, il ventricolo. Il mesentero degli Eterotteri presenta delle strozzature e, nelle specie fitofaghe, diversi diverticoli ciechi.
La peculiarità anatomica più evidente consiste però nella camera filtrante, presente in tutti gli Omotteri ad eccezione dei Diaspini. Si tratta di un adattamento anatomo-fisiologico ad un'alimentazione basata su succhi vegetali poco concentrati, poveri di sostanze azotate e ad alto tenore di zuccheri. Strutturalmente consiste in una deviazione del proctodeo, rispetto al suo decorso normale, in modo che entri in rapporto anatomo-istologico con il tratto iniziale del mesentero. In strutture più complesse, come quella dei Cercopidi, la camera filtrante è formata da un ripiegamento del mesentero in modo che il suo tratto iniziale, quello finale e il tratto iniziale del proctodeo siano in rapporto anatomico. La struttura di collegamento funziona come sistema dializzante bypass, evitando l'ingresso di quantità eccessive d'acqua e di zuccheri nel tratto intermedio del mesentero e la conseguente diluizione dei succhi digestivi.
Nei Diaspini, il tubo digerente è interrotto: stomodeo e mesentero formano una sorta di sacco a fondo cieco senza alcuna connessione con il proctodeo.

#### Apparato secretore

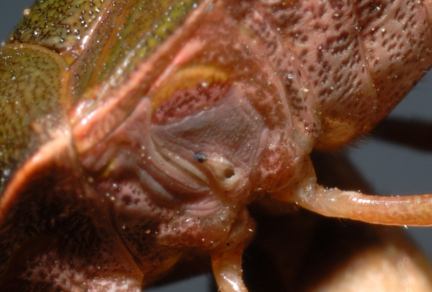
Sbocco della ghiandola odorifera nel pentatomide Palomena prasina.

L'apparato secretore dei Rincoti dispone di alcune importanti ghiandole a secrezione esterna che, secondo i gruppi sistematici, hanno riflessi sull'etologia o sulla biologia della specie oppure sui rapporti tra la specie e l'Uomo. La presenza e la funzione di queste ghiandole varia secondo il raggruppamento sistematico, perciò per eventuali approfondimenti si rimanda alle voci relative ai singoli taxa.
- Eterotteri. La peculiarità di questo raggruppamento risiede nella presenza delle ghiandole odorifere. Molti Eterotteri, genericamente chiamati cimici, sono noti per emanare, se disturbati, un odore sgradevole oppure di trasferirlo ai prodotti vegetali. Questo odore è dovuto al secreto delle ghiandole odorifere presenti nella generalità del sottordine. Le ghiandole odorifere sono ubicate nell'addome degli stadi giovanili (neanidi e ninfe), con sbocchi negli urotergiti, mentre negli adulti sono rappresentate da un'unica ghiandola, posizionata nel metatorace e provvista di due dotti escretori che sboccano simmetricamente, come si è detto, in corrispondenza dei metaepisterni.
- Omotteri. Negli Omotteri sono ricorrenti, secondo il gruppo sistematico, le abbondanti secrezioni di cera, lacca o seta, generalmente usate a scopo protettivo, da parte di ghiandole in genere tegumentali. Il secreto di queste ghiandole può assumere l'aspetto di una massa informe polverulenta o fioccosa, che ricopre singoli individui o anche intere colonie, oppure l'aspetto di una corazza, detta scudetto, che ricopre singoli individui (Coccidi).

#### Micetomi
I micetomi sono strutture contenenti microrganismi simbionti generalmente localizzate nel tessuto adiposo dell'addome, in forme e sviluppi caratteristici secondo il gruppo sistematico. Rappresentano un elemento anatomico essenziale per la vita dei Rincoti fitomizi che si nutrono di sola linfa. La funzione dei micetomi è quella di integrare il metabolismo dell'insetto con biosintesi microbiche che compensano gli squilibri nutrizionali derivanti dalla specificità dell'alimento: ad esempio, sembra che i micetomi siano indispensabili per integrare il fabbisogno in colesterolo, essendo la linfa vegetale povera di steroli.
I micetomi sono strutture anatomiche proprie degli Omotteri, ma forme di endosimbiosi sono presenti in generale in tutti i Rincoti fitomizi e negli ematofagi (es. Cimicidi). L'importanza biologica delle endosimbiosi, in questi insetti, è tale che si sono evoluti meccanismi, diversi secondo i gruppi sistematici, di trasmissione dei simbionti alla prole.

## Biologia

### Riproduzione

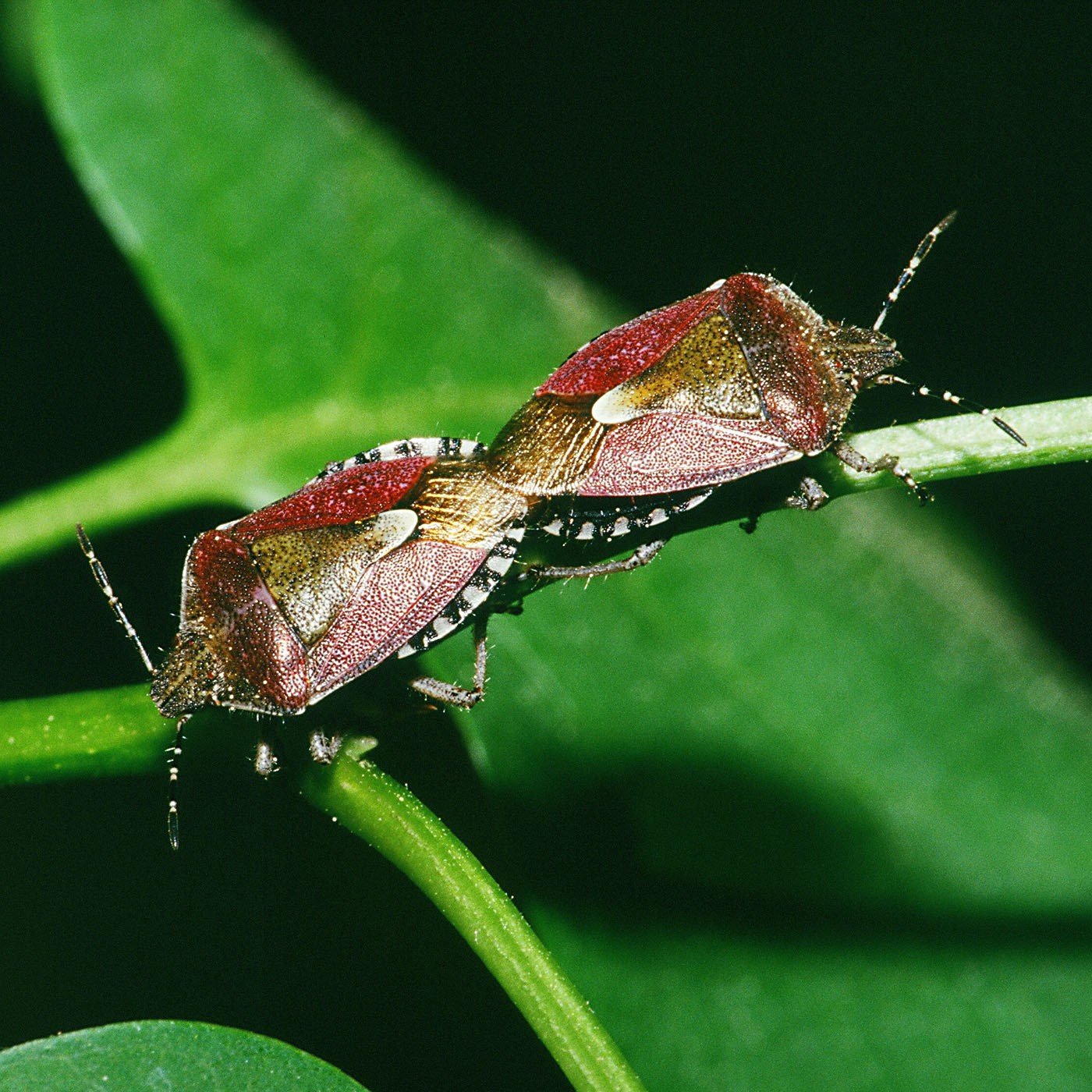
Modo di accoppiamento dei Pentatomomorfi.

La riproduzione dei Rincoti mostra un'estrema variabilità, annoverando anche casi specifici particolari. Nella generalità dell'ordine la riproduzione è di tipo anfigonico, con una notevole ricorrenza della partenogenesi in alcuni gruppi sistematici fra gli Omotteri. La partenogenesi può derivare da varie cause ed accompagnarsi, nell'ambito delle singole specie, ad altre forme di riproduzione, spesso secondo l'evoluzione del ciclo (es. Afidi). Un particolare specificità si riscontra nell'Icerya purchasi, unico caso di ermafroditismo fra gli Insetti.
Nella maggior parte delle specie la copula si svolge per inseminazione vaginale, con l'eccezione di alcuni Cimicomorfi, fra i quali si verificano fenomeni di inseminazione extravaginale.
Nell'ordine si annoverano forme ovipare, ovovivipare e vivipare, queste ultime frequenti fra gli Omotteri. Un fenomeno particolare, detto inscatolamento delle generazioni, ricorre nelle virginopare degli Afidi vivipari: si tratta di femmine partenogenetiche al cui interno si sviluppano gli embrioni di ben tre generazioni annidate.
Eterogenea è anche la modalità con cui si svolge l'ovideposizione nelle forme ovipare: le uova sono deposte, isolate o in gruppi, su vari supporti, sulla superficie dei vegetali (corteccia, steli, foglie, ecc.) o sul corpo di altri animali. In alcuni casi vengono incollate con il secreto delle ghiandole colleteriche, in altri casi infisse nei tessuti vegetali. Singolare è il comportamento in alcuni Eterotteri acquatici (Belostomatidi) o terrestri (Coreidi), le cui uova vengono incollate sul dorso dei maschi.

### Ciclo vitale

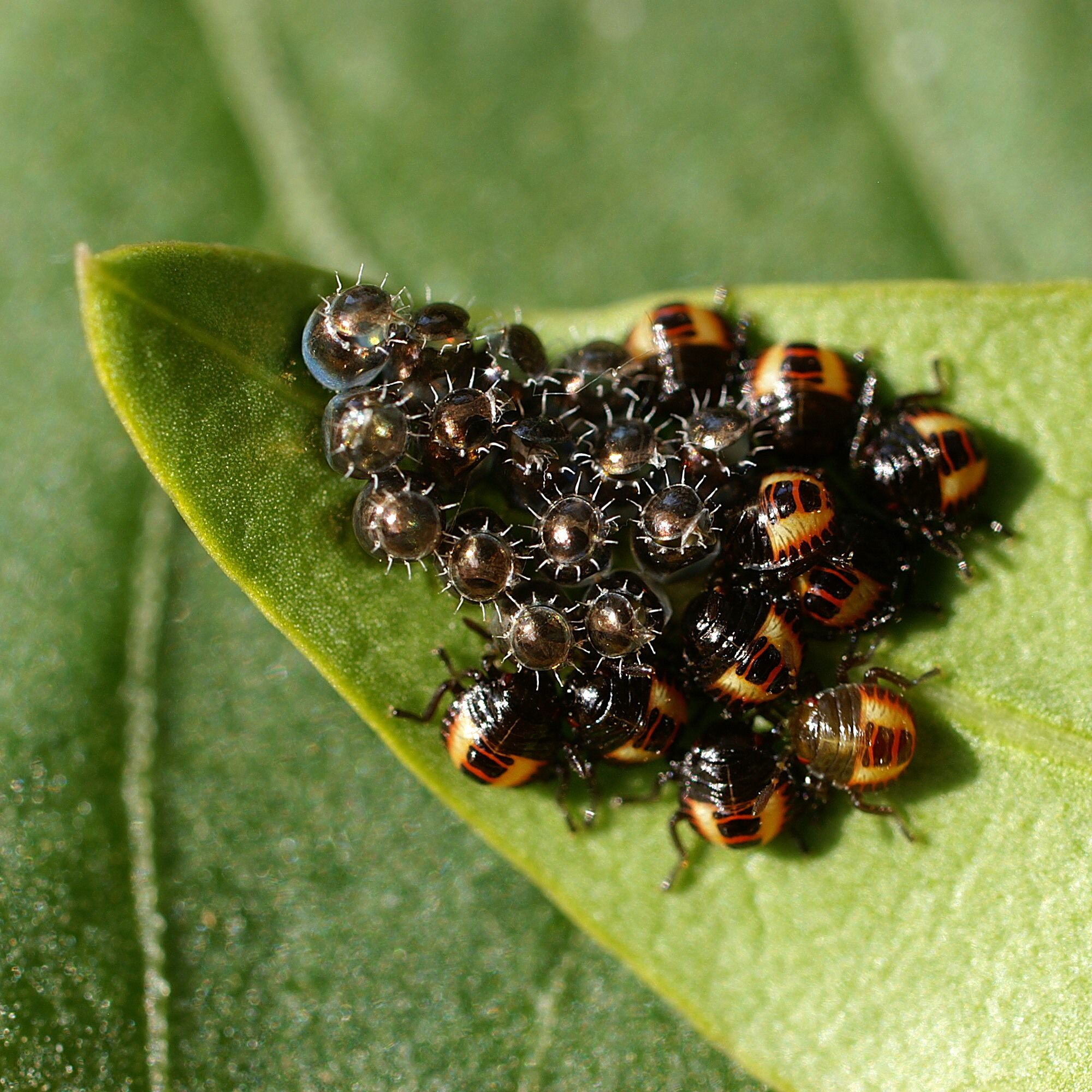
Uova e neanidi neonate di Dolycoris baccarum.

Nella loro generalità, i Rincoti sono insetti paurometaboli o, nelle forme attere, pseudoametaboli e, più raramente, emimetaboli. Lo sviluppo postembrionale passa perciò attraverso lo stadio di neanide, a cui segue, nelle forme alate, quello di ninfa, con occupazione delle stesse nicchie ecologiche da parte di stadi giovanili e adulti.
Negli Omotteri Sternorrinchi sono frequenti forme particolari di neometabolia, che in genere riguardano il sesso maschile, e di catametabolia, che riguardano invece il sesso femminile. Il quadro specifico è piuttosto complesso e si può così sintetizzare:
- Allometabolia. È riconducibile ad una forma di neometabolia; si verifica per entrambi i sessi degli Aleurodidi e i maschi dei Margarodidi. In quest'ultimo caso, alcuni Autori individuano forti analogie con l'ipermetabolia degli olometaboli ed hanno coniato, perciò, il termine di pseudoipermetabolia[8].
- Parametabolia. È un termine coniato da WEBER[2][9] per indicare la forma di neometabolia ricorrente nella generalità dei maschi dei Coccidi (eccetto i Margarodidi).

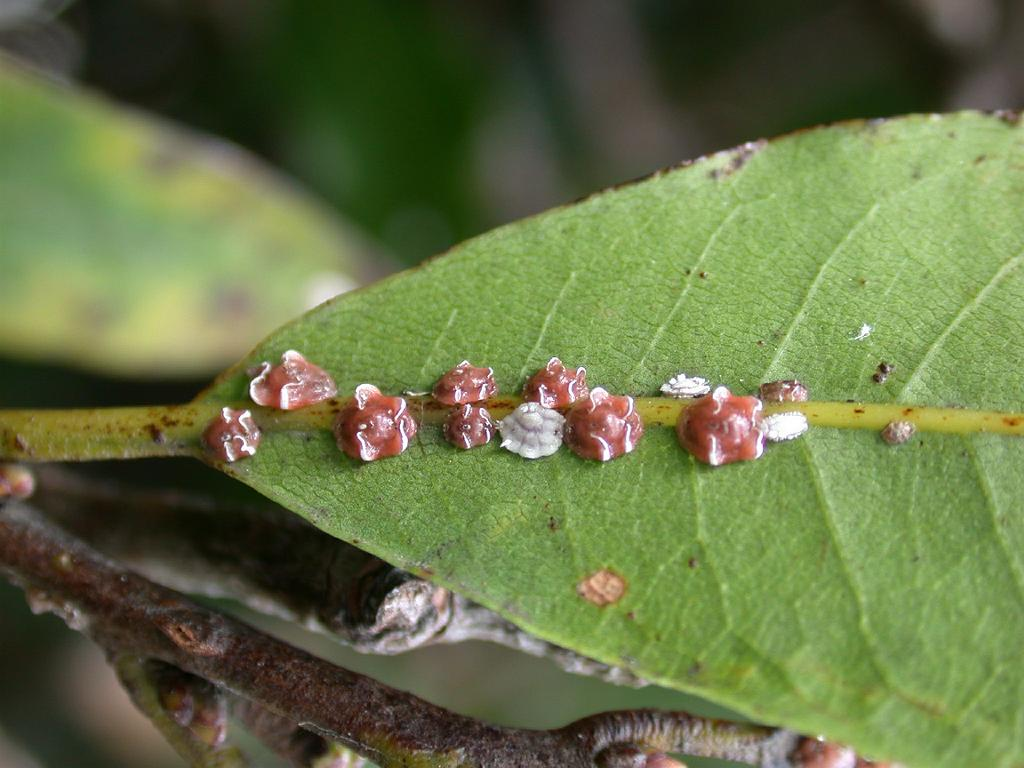
La catametabolia delle femmine è una costante nelle cocciniglie.

Va inoltre ricordato che BORNER (1909) individuò, nelle forme alate di alcuni Afidi, una forma particolare di neometabolia che definì omometabolia, ma questa interpretazione non è condivisa dalla maggior parte degli Autori, che definiscono gli Afidi come insetti paurometaboli.
Il numero di stadi preimmaginali che compongono il ciclo di sviluppo varia secondo il raggruppamento sistematico. In genere lo sviluppo si svolge attraverso 5 stadi giovanili (2 di neanide e 3 di ninfa) negli Eterotteri, mentre negli Omotteri si riscontra una maggiore variabilità, con 3-7 stadi giovanili.
Il ciclo biologico può essere relativamente semplice, con una o poche generazioni l'anno, oppure presentare una particolare complessità, che raggiunge l'acme negli Afidi. In questa superfamiglia, infatti, il ciclo è spesso caratterizzato da un rapido avvicendamento di generazioni sovrapposte e fenomeni di polimorfismo non sociale, associati spesso al ciclo fenologico delle piante ospiti e a dinamiche di popolazione di particolare complessità.

### Alimentazione

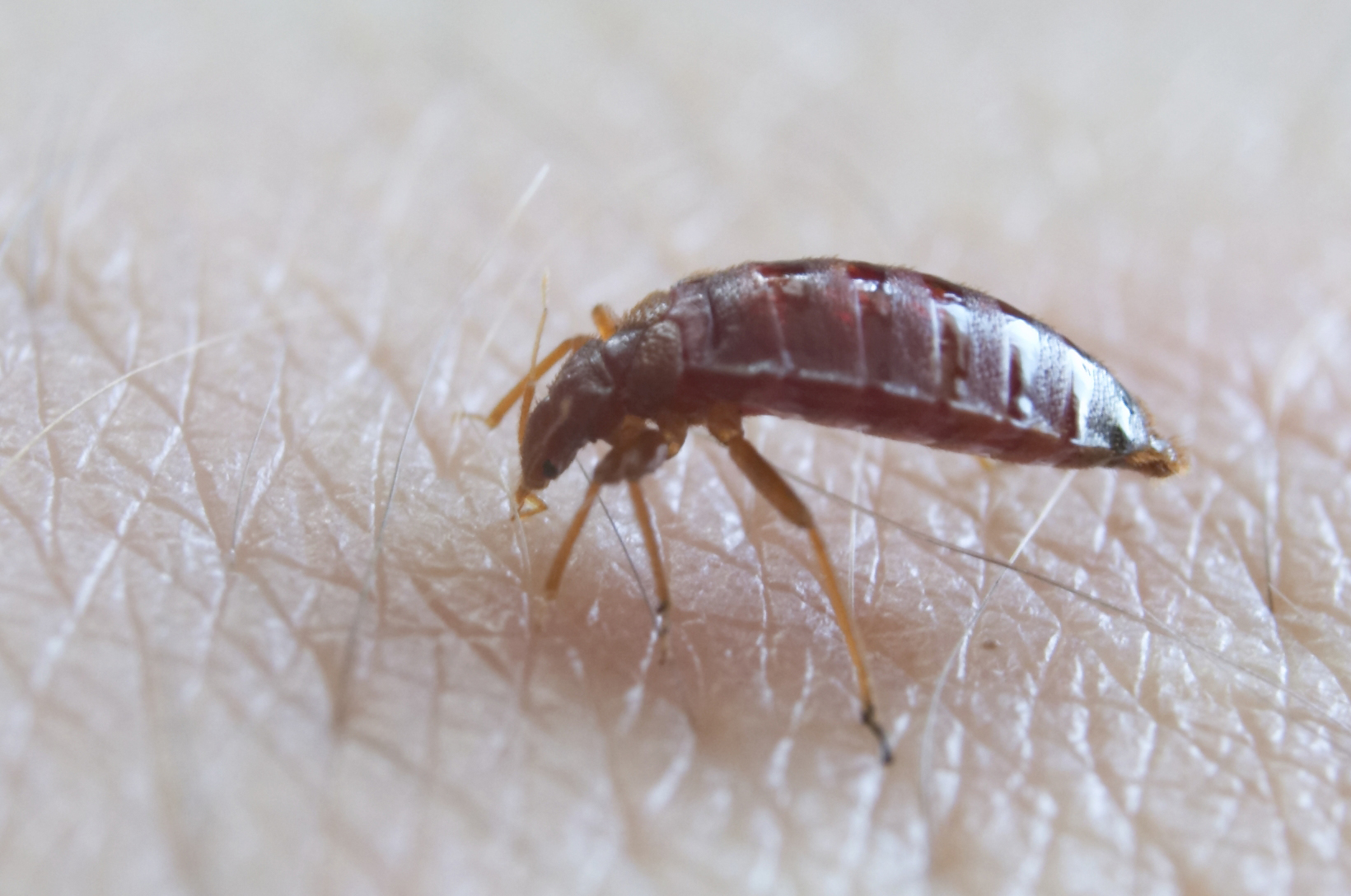
Una cimice dei letti (Cimex lectularius).

Malgrado la specificità morfoanatomica dell'apparato boccale, fra i Rincoti si annoverano tutti i possibili regimi alimentari.
Le specie zoofaghe si annoverano esclusivamente fra gli Eterotteri. La zoofagia si esplica prevalentemente nella predazione di piccoli invertebrati e, raramente, di vertebrati, ma non mancano le specie ematofaghe, assimilabili agli zooparassiti dei Vertebrati.
Le specie ematofaghe fanno capo alle famiglie Cimicidae, Reduviidae e Polyctenidae. I Cimicidi sono zooparassiti di mammiferi e uccelli e sono di prevalente interesse medico. I Polictenidi sono invece ematofagi associati ai pipistrelli. I Reduvidi sono prevalentemente artropofagi, mentre le specie ematofaghe fanno capo alla sottofamiglia Triatominae. In generale, queste specie contengono al loro interno microrganismi simbionti, indispensabili per il metabolismo associato al regime dietetico ematofago.

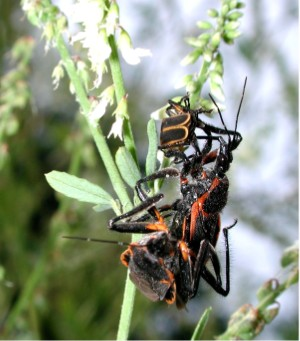
Due reduvidi predano un coleottero.

I Rincoti predatori si alimentano prevalentemente a spese di altri artropodi e si possono distinguere, sotto l'aspetto pratico, in specie acquatiche o semiacquatiche e terrestri. Le prime sono di interesse prevalentemente ecologico, come importanti componenti delle biocenosi di ecosistemi acquatici. Fanno capo a diverse famiglie, di cui le più note rientrano fra i Gerromorfi, semiacquatici, e i Nepomorfi, prevalentemente acquatici. Le specie di maggiori dimensioni, facenti capo ai Belostomatidi, possono predare anche piccoli pesci e anfibi. Le specie terrestri sono invece generalmente importanti come insetti ausiliari, utili nel controllo biologico delle specie fitofaghe negli agrosistemi e negli ecosistemi forestali. I predatori terrestri di maggior interesse fanno capo alle famiglie degli Antocoridi, dei Nabidi, dei Miridi e dei Reduvidi.
In generale, i Rincoti predatori sono caratterizzati da una spiccata voracità e attività predatoria, che spesso si manifesta con una marcata aggressività e, caso non raro, con il cannibalismo. Emblematico è il nome comune di assassin bug ("cimici assassine") attribuito dagli anglofoni ai Reduviidi. L'apparato boccale dei predatori è piuttosto breve e generalmente ricurvo. La saliva iniettata nel corpo della preda contiene enzimi litici responsabili di una parziale digestione che precede l'assunzione. Nella loro attività molte specie si servono dell'ausilio delle zampe anteriori, modificate in raptatorie. I Rincoti predatori non attaccano l'Uomo, ma molte specie, sia terrestri sia acquatiche, possono pungere occasionalmente se disturbate; l'iniezione della saliva provoca reazioni locali rendendo la puntura particolarmente dolorosa.

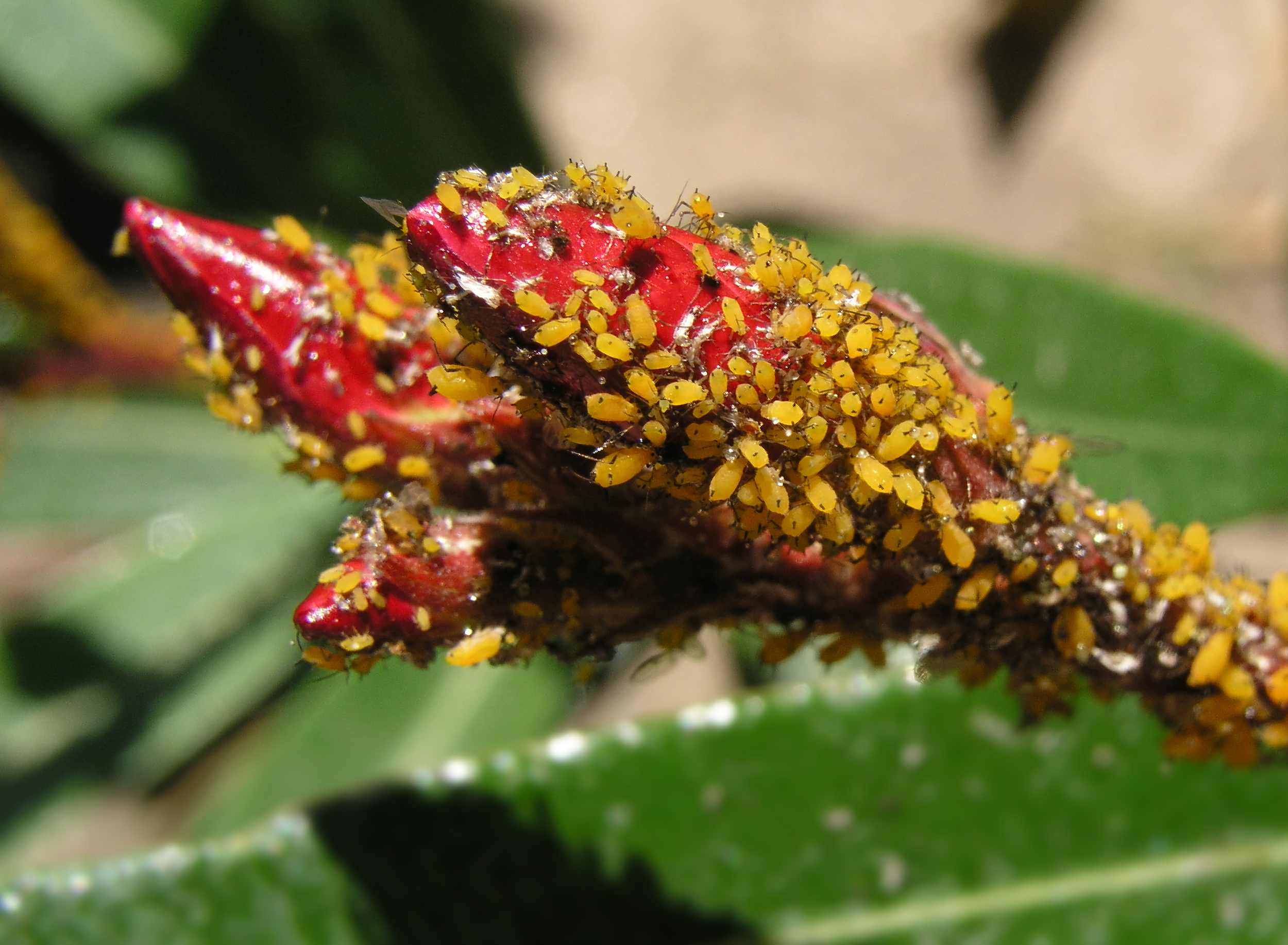
Infestazione di Aphis nerii su oleandro.

Le specie fitomize sono comprese sia fra gli Eterotteri sia fra gli Omotteri. Gli Eterotteri fitomizi fanno capo prevalentemente all'infraordine dei Pentatomomorfi e, fra i Cimicomorfi, alle famiglie dei Tingidi e dei Miridi. L'alimentazione si svolge a spese di vari organi, fra cui steli, foglie, fiori, frutti e semi. La fitofagia raggiunge tuttavia la sua massima espressione negli Omotteri: questi insetti, esclusivamente vegetariani, hanno sviluppato un elevato adattamento evolutivo, sotto gli aspetti morfologici, fisiologici ed etologici, alla fitofagia. L'apice di questo adattamento evolutivo si raggiunge nelle tre superfamiglie che compongono gli Sternorrinchi (Aphidoidea, Coccoidea e Aleyrodoidea) che, non a caso, comprendono un elevato numero di specie altamente dannose all'agricoltura.
Le specie fitomize sono caratterizzate dal possedere un apparato boccale particolarmente lungo, con rostro che si posiziona ventralmente fra le zampe. La saliva, nella generalità dei casi, provoca reazioni locali nei tessuti attaccati derivanti da alterazioni istologiche e biochimiche finalizzate a migliorare l'assunzione della linfa o dei succhi cellulari. Questi insetti, come si è detto, dispongono di microrganismi simbionti la cui funzione biologica è quella di compensare lo sbilanciamento di una dieta ricca di zuccheri e povera di principi nutritivi essenziali. L'adattamento alla fitofagia si manifesta, negli Omotteri, con l'evoluzione della camera filtrante, assente solo nei Diaspini.

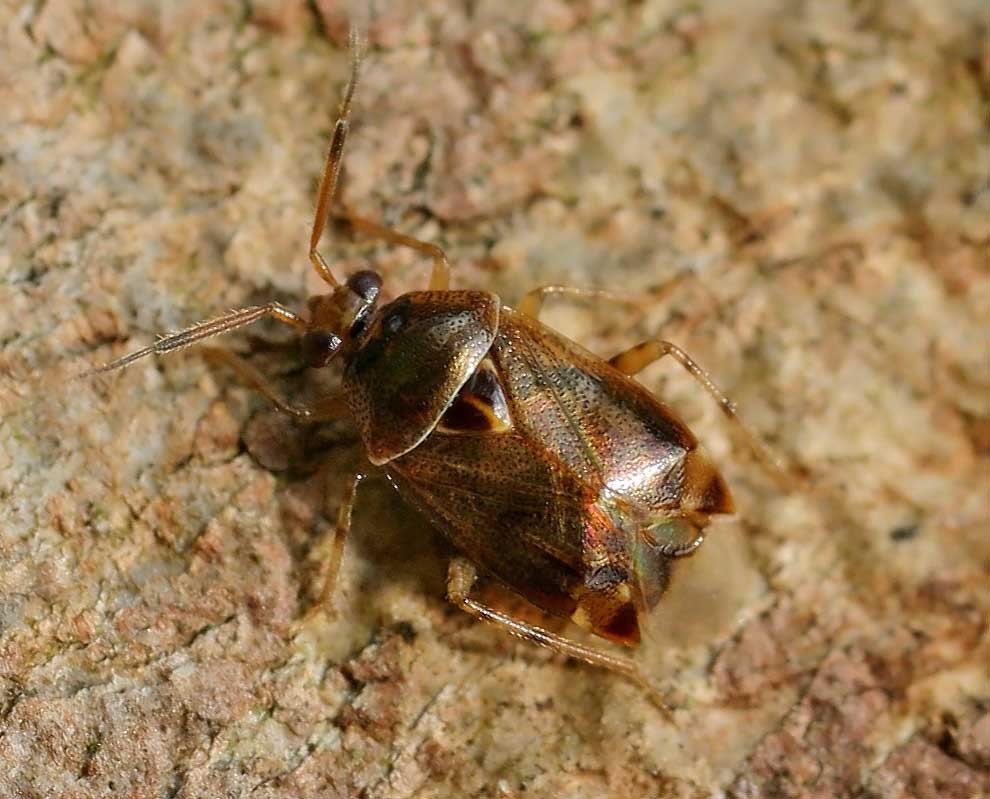
Deraeocoris flavilinea, una specie onnivora come altri Miridi: è predatrice, ma all'occorrenza diventa fitomiza.

Gli Omotteri che dispongono della camera filtrante emettono un escremento liquido, detto melata, ricco di zuccheri, che costituisce il substrato elementare di una complessa cenosi prevalentemente composta da funghi e da insetti glicifagi appartenenti soprattutto agli ordini dei Ditteri e degli Imenotteri.
Fra gli altri regimi dietetici rientrano la saprofagia, che si manifesta in modo esclusivo oppure associata alla fitofagia o alla zoofagia, e la micetofagia. Non mancano inoltre i Rincoti commensali degli insetti sociali (specie mirmecofile e termitofile), che si annoverano in diverse famiglie di Eterotteri.
Un particolare cenno va fatto all'onnivoria, che si manifesta in modo complesso e con risvolti interessanti sotto l'aspetto biologico. Gli esempi più comuni di onnivoria, con manifestazioni differenti, si riscontrano fra alcuni Miridi e Pentatomomorfi.
Fra i Miridi è interessante il passaggio alla fitofagia di alcuni predatori in condizioni di carenza di prede, al punto che sono sfruttati in lotta biologica in condizioni in cui altri entomofagi non sarebbero efficaci: in condizioni di bassa densità di popolazione della preda, questi miridi passano alla fitofagia nutrendosi a spese della specie agraria; questa apparente contraddizione rappresenta in realtà un punto di forza in quanto garantisce il mantenimento di una popolazione di predatori in grado di intervenire efficacemente ai primi segnali di infestazione di specie più dannose.

### Etologia

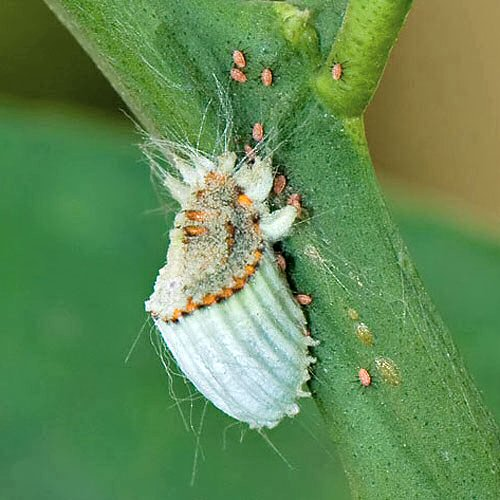
Pseudofemmina adulta di Icerya purchasi e forme giovanili di diversa età. Solo le neonate sono mobili.

L'etologia dei Rincoti è strettamente associata alla loro alimentazione e all'habitat perciò si annovera anche in questo campo una spiccata variabilità che non è possibile riassumere in modo generico.
Gli Eterotteri sono insetti piuttosto mobili, soprattutto le forme predatrici, mentre fra gli Omotteri si riscontra una tendenza alla sedentarietà passando dagli Auchenorrinchi agli Sternorrinchi, fino a raggiungere la massima espressione dell'immobilità nelle forme adulte involute dei Coccidi. L'attitudine al volo cambia secondo i gruppi sistematici; in generale tutte le forme alate hanno una discreta attitudine al volo che viene per lo più sfruttata solo per le migrazioni e per brevi spostamenti da un sito di alimentazione ad un altro, perciò la locomozione è fondamentalmente basata sull'uso delle zampe. In base all'habitat e alla conformazione delle zampe si possono distinguere varie forme di locomozione: deambulazione o corsa su superfici solide, salto, deambulazione o slittamento sulla superficie dell'acqua, nuoto in immersione, deambulazione sotto la superficie dell'acqua.
In molte specie, sia fra gli Eterotteri sia fra gli Omotteri, è spiccata la tendenza all'aggregazione non sociale, con comunità o colonie che possono raggiungere anche elevate densità. Questo comportamento raggiunge le espressioni più marcate, in generale, negli Omotteri Sternorrinchi, con una stretta correlazione fra livello di aggregazione e livello di danno.
È interessante l'esistenza di varie forme di relazione intraspecifica e interspecifica. Nell'ambito delle comunità si instaurano spesso rapporti interspecifici di opportunismo, di commensalismo o di simbiosi mutualistica. A titolo d'esempio si cita il mimetismo fanerico di alcuni Reduvidi che vivono all'interno di grandi colonie di Pirrocoridi africani predandoli, ma quello più noto è il rapporto di vera e propria simbiosi che si crea fra afidi e formiche. Aspetti più complessi riguardano le relazioni tra Omotteri fitofagi e il loro predatori e parassitoidi, spesso basate sull'emissione di segnali chimici.

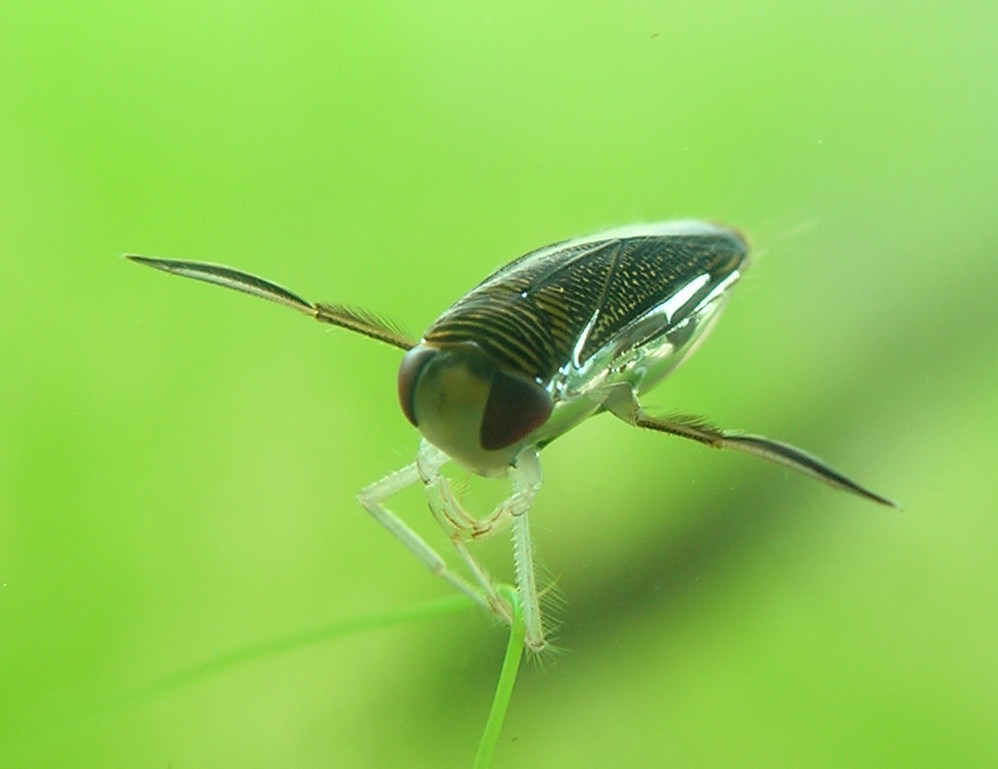
Meno famose dei loro omonimi terrestri, le cicale d'acqua usano un bizzarro scacciapensieri: infatti emettono suoni sfregando i tarsi anteriori sul clipeo.

In ambito intraspecifico gli aspetti più interessanti risiedono nelle forme di comunicazione sonora o chimica. Diverse specie sono capaci di emettere suoni, proprietà in generale proprie del maschio. I Cicadidi sono gli insetti stridulatori per antonomasia, con il proverbiale canto delle cicale. L'emissione di suoni in questo caso è dovuto alla presenza di un particolare organo sonoro, pari e simmetrico, localizzato ventralmente sul primo urite. Organi vibranti analoghi sono presenti nella generalità degli Omotteri Auchenorrinchi. Fra gli Eterotteri, l'emissione di suoni si riscontra in molte specie ed è prodotta dallo sfregamento reciproco di parti del corpo. I comportamenti più curiosi si riscontrano nei Corissidi e nei Reduvidi. I Corissidi, noti come cicale d'acqua, emettono suoni sfregando i tarsi anteriori su un'area zigrinata del clipeo, i Reduvidi sfregando il rostro su un'area, anch'essa zigrinata, del prosterno. Fra gli esempi di comunicazione chimica si segnala quello presente in diverse specie di Afidi: i sifoni, processi dorsali presenti sull'addome di questi insetti, emettono una sostanza terpenica, l'(E)-β-Farnesene che agisce come feromone di allarme: quando un afide viene predato, i suoi sifoni emettono il segnale chimico; gli altri afidi della colonia, captando il feromone, cessano istintivamente di alimentarsi e si mettono in movimento. I meccanismi di produzione e di rilascio di questo feromone avrebbero importanti riflessi sulla complessa vita sociale degli afidi, sul loro sviluppo e sulle relazioni con le formiche.

## Habitat e diffusione

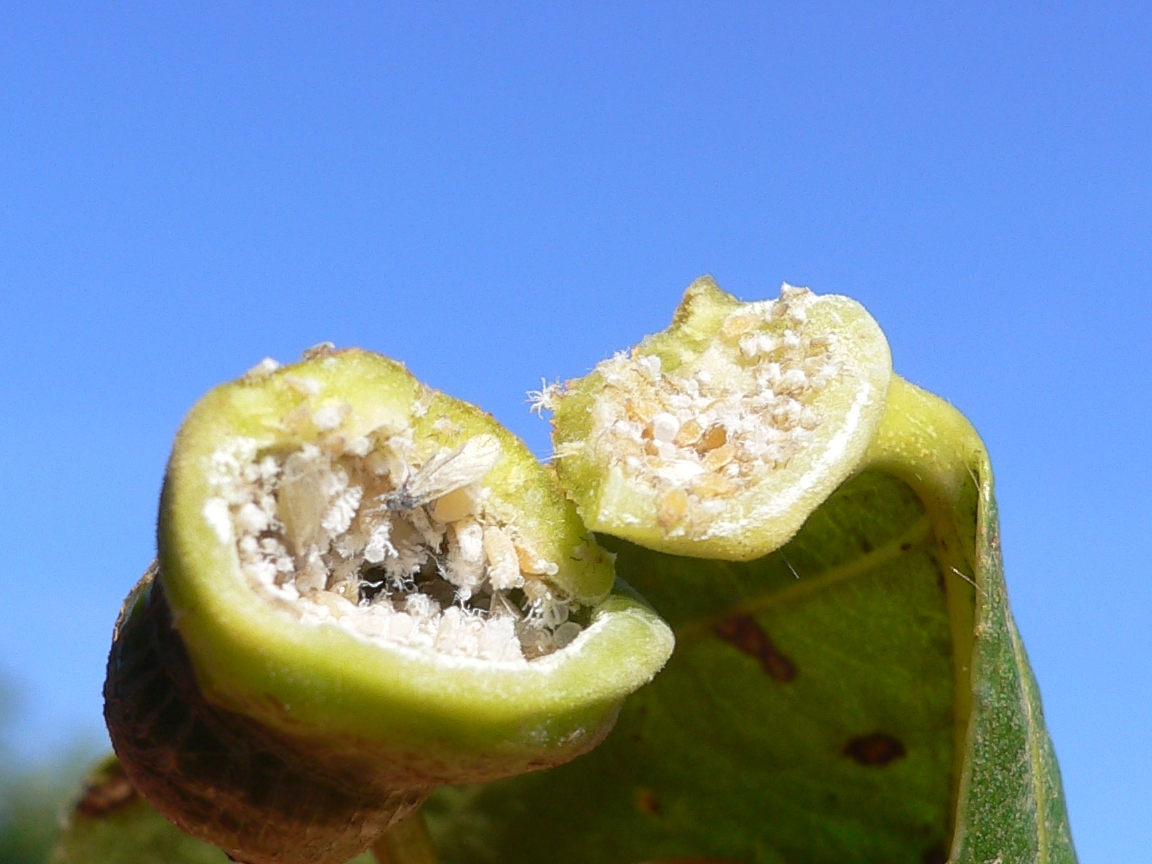
Afidi galligeni.

Data l'eterogeneità biologica nell'ambito dell'ordine, i Rincoti popolano svariati habitat spingendosi, in alcuni casi, anche in ambienti che, per la loro peculiarità, sono poco colonizzati dagli insetti. Fra i vari habitat occupati dai Rincoti si citano i seguenti:
- Terreno. Ospita specie fitomize che attaccano le radici delle piante. Un esempio famoso è senza dubbio la fillossera della vite.
- Superficie del terreno. Ospita specie fitofaghe che si nutrono a spese di semi, specie saprofaghe e, infine, specie predatrici.
- Vegetazione. È senza dubbio l'habitat più rappresentativo per i Rincoti, sia fitofagi sia zoofagi. Date le loro abitudini alimentari, i Rincoti si insediano quasi sempre sulla superficie dei vegetali. Fanno eccezione alcune specie di afidi galligeni, la cui vita si svolge all'interno di galle prodotte generalmente sulle foglie.
- Ambienti domestici. Sono pochi i Rincoti commensali dell'Uomo e fanno per lo più capo alla famiglia dei Cimicidi.

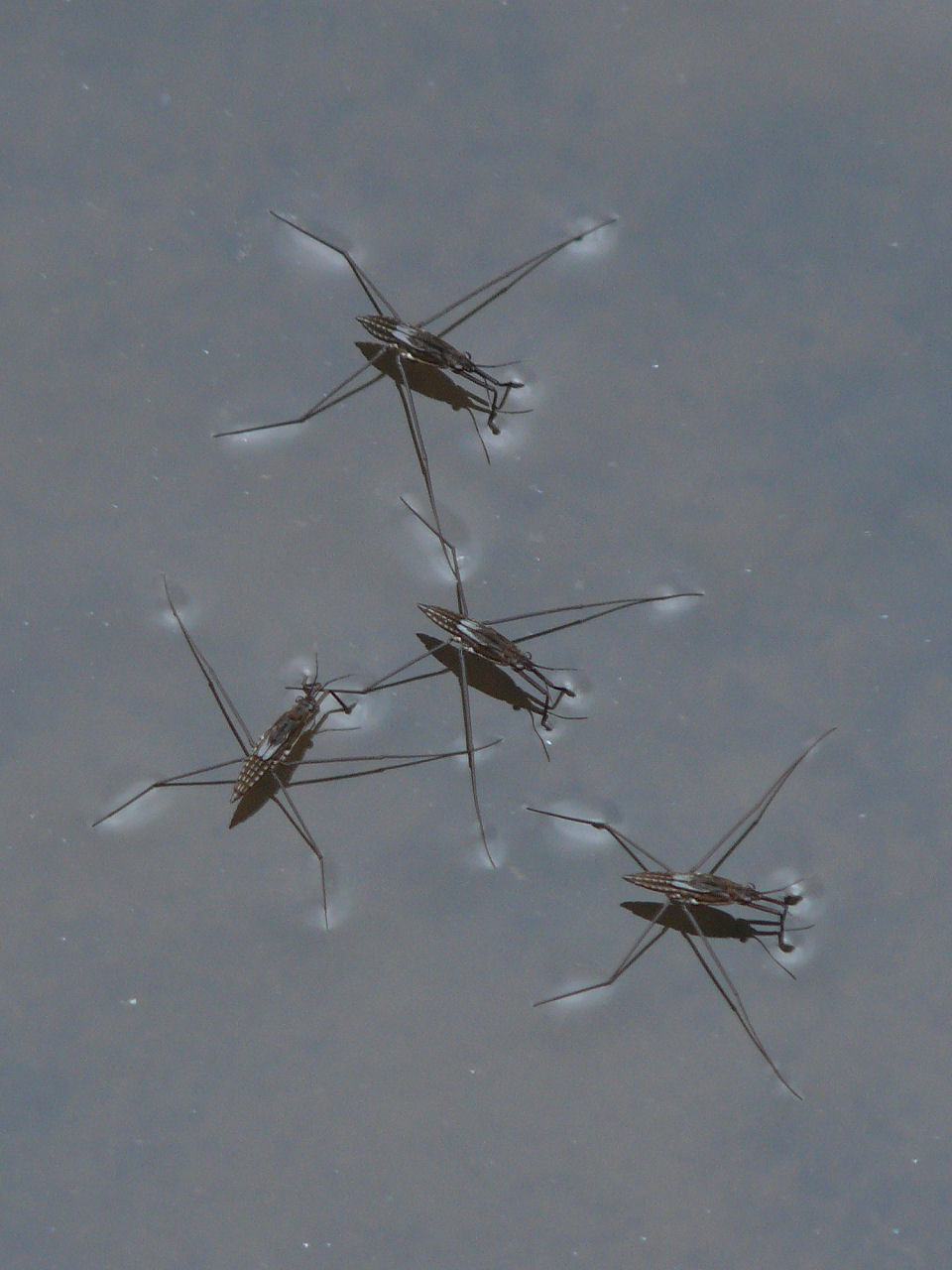
I Gerridi sono comuni insetti semiacquatici che si vivono gran parte del loro tempo sull'acqua. La loro peculiarità è quella di muoversi velocemente pattinando sulla superficie.

- Ambienti acquatici d'acqua dolce. Sono rappresentati da laghi, stagni, paludi, fiumi a decorso lento, pozze d'acqua temporanee, che ospitano una ricca varietà di Eterotteri occupanti differenti nicchie ecologiche. Alcune specie sono in grado di insediarsi anche su acque correnti, ma la generalità dei Rincoti associati a questi ambienti si insedia in acque tranquille. La vita dei Rincoti, in questi ambienti, si svolge, secondo la specie, sulle sponde, sulla vegetazione igrofita, sulla superficie dell'acqua e sotto la superficie. Le specie interessate sono, secondo i casi, fitofaghe, saprofaghe, predatrici. In merito alle abitudini e, soprattutto, ai meccanismi con cui si attua la respirazione, si distingue fra specie acquatiche e semiacquatiche o acquaiole. A questi habitat possono essere assimilati anche gli stagni e le paludi salmastre, ambienti in cui si possono insediare alcuni Corissidi e alcuni Idrometre.

Un cenno particolare va fatto alle specie che colonizzano habitat prettamente marini. In generale gli Insetti sono poco rappresentati negli ecosistemi marini, dove altri artropodi, come ad esempio i Crostacei, hanno trovato l'habitat ideale in cui evolversi. Alcuni Eterotteri si insediano tuttavia in questi ambienti e possono essere distinti, sotto l'aspetto etologico, in due gruppi:
- Specie che vivono sulla superficie di acque marine. Fanno capo ad alcuni generi della superfamiglia Gerroidea (Halobates, Hermatobates, Halovelia, Trochopus). In genere si insediano in acque di ambienti costieri, ma non mancano, come nel caso degli Halobates, esempi di insetti che vivono anche in mare aperto.
- Specie che vivono nel Piano mesolitorale o zona intertidale. Fanno capo alle famiglie Omaniidae e Aepophilidae (comprendente una sola specie). Si tratta di un habitat singolare perché è rappresentato dal tratto di costa interessato dalle maree. Questi insetti, durante l'alta marea, si rifugiano negli anfratti che trattengono l'aria e, durante la bassa marea si comportano come insetti terrestri.

La maggior parte degli Eterotteri marini è diffusa nelle zone tropicali, in particolare nella barriera corallina.

## Rapporti con l'uomo

### Interesse medico-sanitario

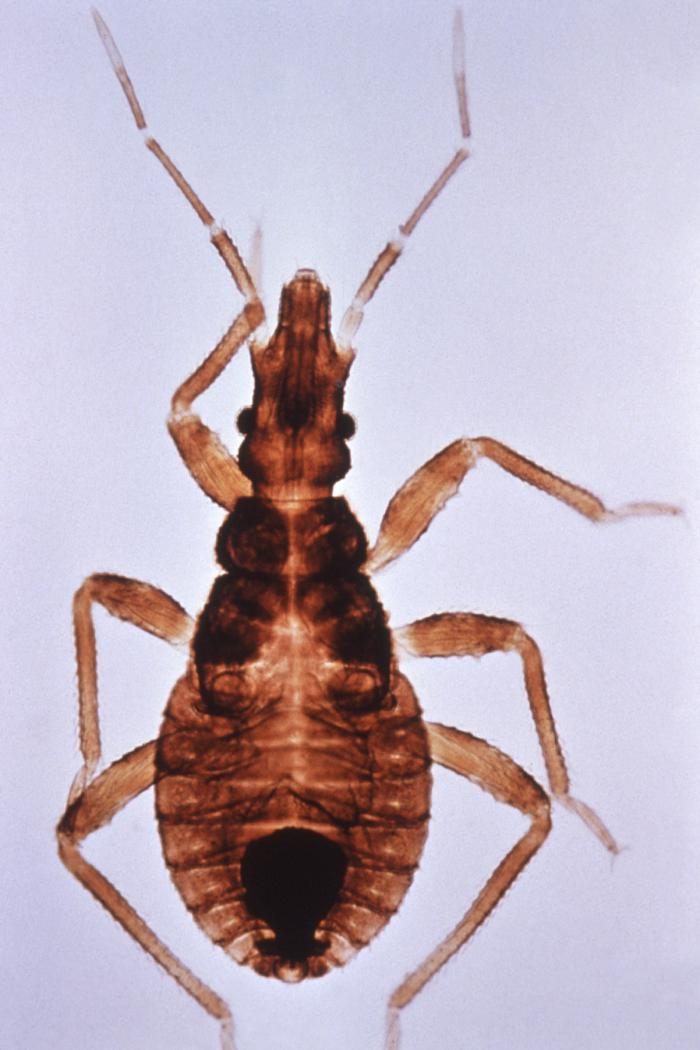
Triatoma infestans, un reduvide di interesse medico, vettore dell'agente del morbo di Chagas.

L'interesse medico dei Rincoti è limitato, se rapportato al numero di specie coinvolte e all'interesse di altri ordini. I Rincoti di interesse medico o veterinario fanno capo alle famiglie dei Cimicidi e dei Reduviidi (limitatamente alla sottofamiglia Triatominae), comprendenti specie ematofaghe parassite epizootiche dei Vertebrati, compreso l'Uomo. La specie più comunemente nota è la cimice dei letti, molto diffusa in passato anche in Europa.
I danni diretti, causati da questi insetti all'Uomo, sono di due tipi:
- induzione di reazioni allergiche (dermatiti);
- trasmissione di microrganismi patogeni.

In merito al secondo aspetto, l'interesse è riservato per lo più ai Reduvidi e riguarda alcune aree dell'America Latina: diverse specie si comportano come vettori di tripanosomi agenti del Morbo di Chagas.
Oltre all'interesse medico in senso stretto, va detto che molti Eterotteri predatori, sia acquatici, sia terrestri, possono pungere accidentalmente l'uomo a scopo di difesa. L'iniezione della saliva provoca reazioni locali e dolore intenso, al punto che i Naucoridi, ad esempio, sono noti con il nome comune di api d'acqua.

### Interesse agrario
L'ambito di interesse agrario è senza dubbio quello di maggiore rilevanza: molte specie di Rincoti fitomizi, a diffusione regionale o cosmopoliti, sono responsabili di danni ingenti alle coltivazioni. I Rincoti di interesse agrario rientrano soprattutto nelle 4 superfamiglie comprese negli Omotteri Sternorrinchi: Aphidoidea (afidi), Coccoidea (cocciniglie), Aleyrodidae (mosche bianche o aleurodidi), Psylloidea (psille). A questi si aggiungono molte specie comprese negli Omotteri Auchenorrinchi, soprattutto appartenenti a varie famiglie di Fulgoromorfi e Cicadomorfi, comunemente chiamate cicaline. Fra gli Eterotteri, i fitomizi di interesse agrario sono meno numerosi e, spesso, la loro dannosità è occasionale o periodica. Le specie di maggiore interesse fanno capo alle famiglie dei Tingidi, dei Miridi e, soprattutto, all'infraordine dei Pentatomomorfi.

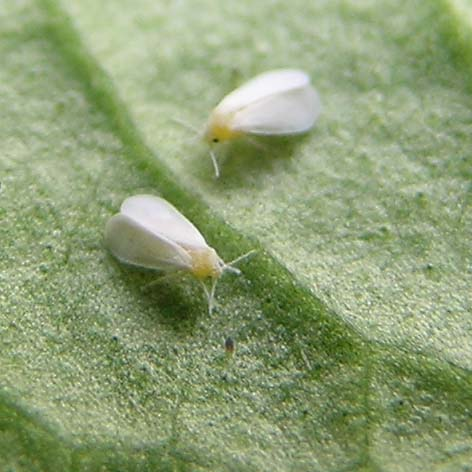
Adulti di aleurodi o mosche bianche. Le infestazioni degli aleurodi delle serre possono raggiungere livelli tali da provocare in poco tempo la perdita totale del raccolto per il deperimento delle piante.

I danni causati dai Rincoti fitofagi sono di vario tipo e possono essere riassunti nelle seguenti tipologie:
- Danno diretto per sottrazione di linfa. È il danno più ricorrente ed è causato da tutte le specie. Il danno si concretizza in una riduzione della produzione agraria, fino al suo totale azzeramento nel caso di attacchi massicci. Gravi infestazioni possono portare anche ad un progressivo deperimento delle piante fino alla loro morte.
- Alterazioni istologiche e biochimiche. L'iniezione della saliva ha effetti fitotossici che possono causare, secondo i casi, la morte di zone più o meno estese di tessuto vegetale (necrosi), decolorazioni, arresto dell'accrescimento, deformazioni, suberificazione, ecc. Questi danni sono particolarmente gravi quando si verificano a carico dei giovani germogli, dei fiori, dei frutti in accrescimento, in quanto possono comportare una riduzione consistente della produzione, fino alla perdita totale del raccolto.
- Danni di tipo estetico: sono rappresentati dalle decolorazioni e dall'imbrattamento dovuto al deposito di melata ed eventualmente all'accumulo di cera, resti di exuvie, scudetti di cocciniglie. Al deposito di melata si accompagna spesso anche lo sviluppo della fumaggine. Nel complesso, questi danni non sarebbero di per sé gravi, tuttavia portano spesso ad un deprezzamento merceologico del prodotto perché poco desiderato dal consumatore.
- Sviluppo della fumaggine. La fumaggine è una patologia dovuta allo sviluppo di funghi saprofiti che sviluppano sulla superficie della pianta un micelio nerastro. Gli agenti della fumaggine non sono direttamente dannosi alla pianta, tuttavia, oltre al deprezzamento merceologico, va rilevato il danno indiretto causato dallo sviluppo sulle foglie, in quanto ostacola la fotosintesi. I danni dalla melata sono frequenti nelle infestazioni di Aleurodi, Afidi e Coccidi (eccetto i Diaspini).
- Trasmissione di agenti fitopatogeni. Particolarmente temibile è la trasmissione di virus, attraverso gli stiletti boccali. Molte colture annoverano fra le loro avversità più gravi diverse virosi trasmesse da molte specie di rincoti, comprese fra gli afidi, le cicaline, gli aleurodi e, in misura minore, fra i Pentatomomorfi. La gravità in molti casi è tale da provocare la distruzione totale della coltivazione e una propagazione epidemica della virosi. Per questo motivo, molti regolamenti fitosanitari impongono l'obbligatorietà della lotta ad alcune specie e di misure di profilassi che riguardano soprattutto il settore vivaistico.
- Trasmissione di sapori sgradevoli. Interessano la frutta e la verdura raccolte da coltivazioni che hanno subito attacchi da parte di eterotteri e, in particolare, da Pentatomidi. Questi insetti lasciano sui vegetali che visitano il secreto delle ghiandole odorifere, responsabile dell'odore ripugnante.

### Interesse biotecnologico

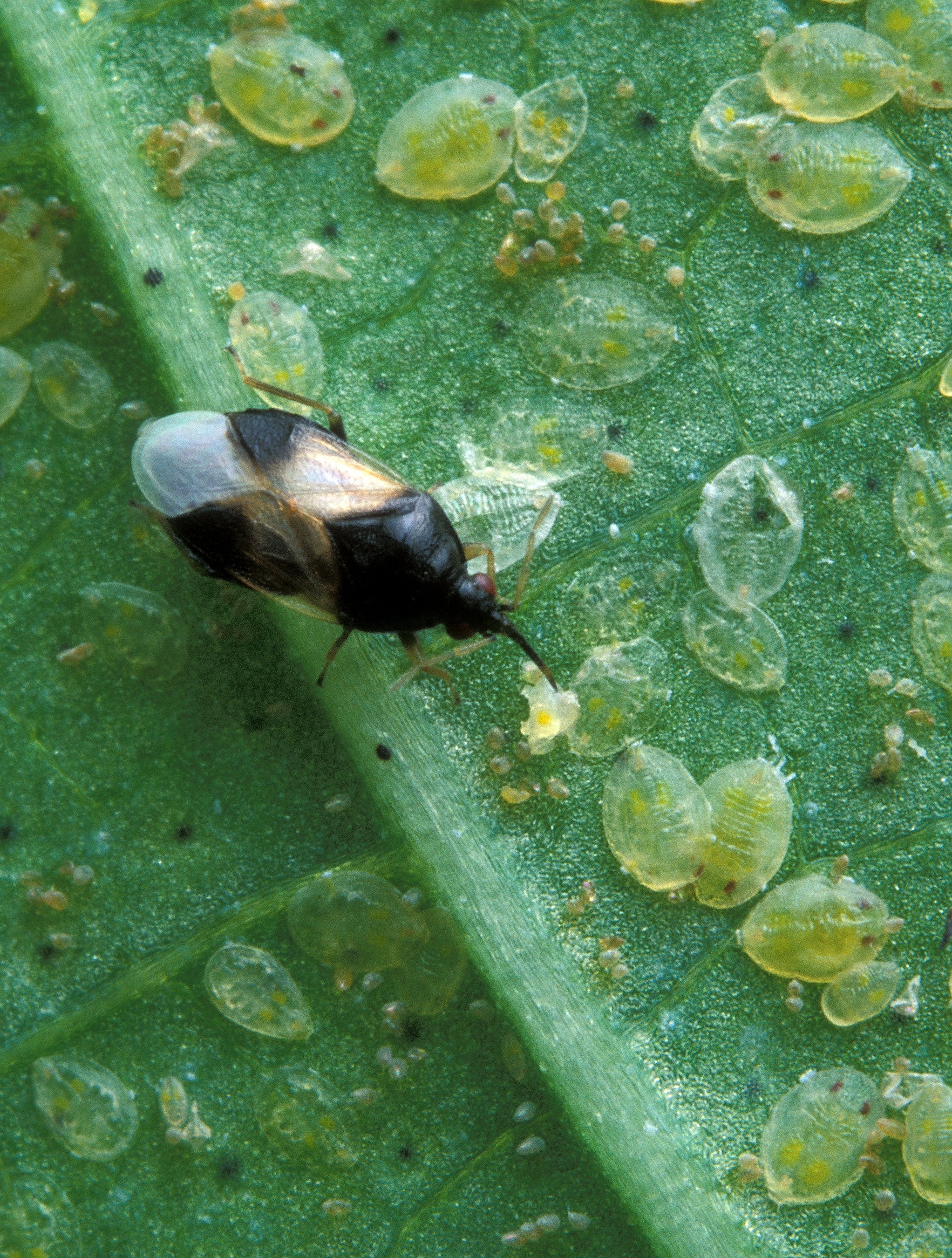
Orius insidiosus e altre specie del genere sono Antocoridi distribuiti dalle biofabbriche per lanci inondativi nelle serre.

Molti rincoti predatori sono utili all'agricoltura in quanto nemici naturali di fitofagi dannosi. La loro azione si rivela efficace, in particolare, nella difesa delle colture contro diversi omotteri, tisanotteri, acari e, in generale, piccoli artropodi. I rincoti ausiliari artropofagi rientrano esclusivamente nel sottordine degli Eterotteri; i più interessanti fanno capo alle famiglie degli Antocoridi, dei Miridi, dei Nabidi, ma eterotteri utili si annoverano anche in altri gruppi sistematici. L'utilità di questi insetti si manifesta in genere nel controllo biologico naturale, perciò la loro efficacia è garantita negli agrosistemi poco degradati, gestiti con tecniche a basso impatto ambientale e tutelati sotto l'aspetto della biodiversità.
Alcune specie si sono rivelate efficaci nell'impiego diretto in lotta biologica con il metodo inondativo, soprattutto in orticoltura e in serra, in quanto in grado di sopperire, in certe condizioni, ai limiti dei parassitoidi o di altri predatori. Per questo motivo da diversi anni diverse biofabbriche, in Europa e nel Nordamerica, hanno attivato linee di produzione di alcuni rincoti predatori. Le specie maggiormente impiegate in questo settore sono le seguenti:
- Orius sp. (Anthocoridae). Sono allevati, in particolare, O. laevigatus in Europa e O. insidiosus in Nordamerica. Impiegati contro i tripidi, gli acari e gli aleurodi delle serre.
- Xylocoris flavipes (Anthocoridae). Impiegato contro gli insetti delle derrate alimentari.
- Joppeicus paradoxus (Joppeicidae). Impiegato contro gli insetti delle derrate alimentari.
- Miridi predatori. Sono allevati, in particolare, Macrolophus caliginosus e Dicyphus errans. Impiegati contro i tripidi e gli aleurodi delle serre.

Un cenno particolare va fatto all'utilità dei rincoti fitofagi come potenziali agenti di controllo di piante infestanti. Il caso più famoso di impiego in questo ambito riguarda il coccide Dactylopius opuntiae, fitomizo associato al fico d'India e alle Opuntia in generale. Questa cocciniglia, particolarmente dannosa in Messico, è stata sfruttata per eradicare il problema della invasione delle Opuntia infestanti in Australia, negli anni quaranta e, più recentemente, in Sudafrica.

### Interesse tecnologico

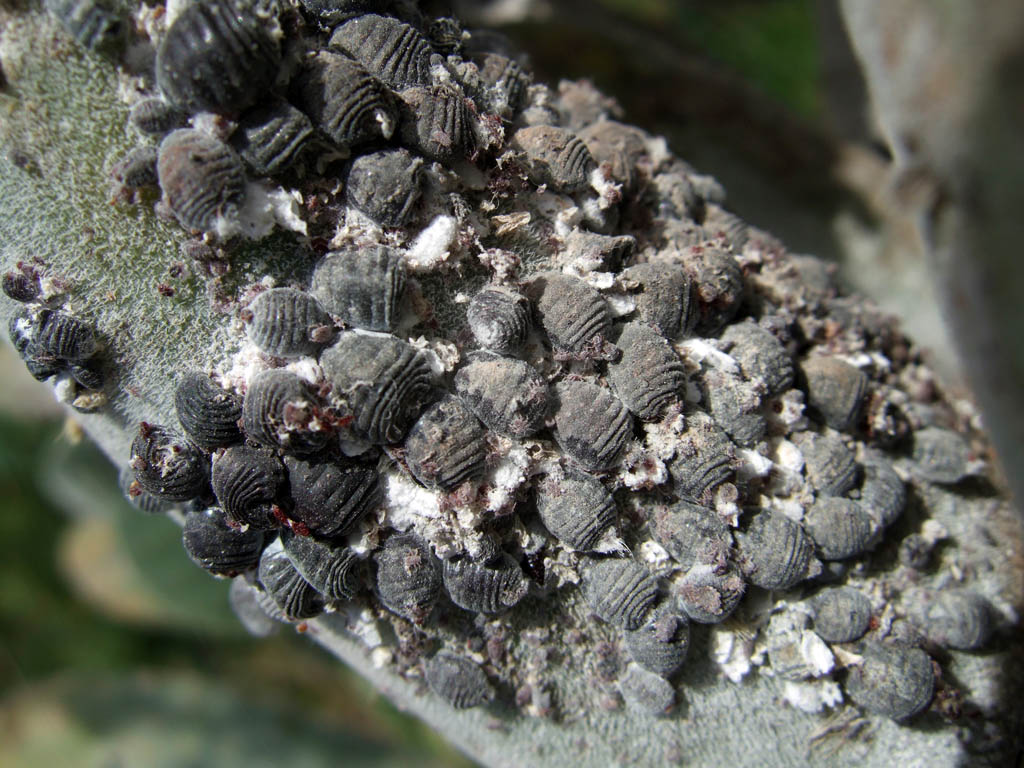
Dactylopius coccus, allevato su Opuntia per produrre il colorante E100 (cocciniglia).

Alcuni rincoti hanno avuto, soprattutto in passato, un impiego economico per l'estrazione della gommalacca e di alcuni coloranti. L'importanza economica di queste specie è in gran parte scemata con l'avvento della chimica industriale, che ha fornito succedanei di natura sintetica, ad eccezione della gommalacca, che a tutt'oggi è ancora ottenuta per via naturale. La caratteristica comune delle specie utilizzate per queste estrazioni è quella di formare, in opportune condizioni, dense colonie e fornire perciò un substrato di quantità significative tali da permettere un impiego economico. Le stesse sostanze sono infatti prodotte da molte altre specie, ma in condizioni e quantità tali da non avere interesse tecnologico. Tutte le specie interessate appartengono alla superfamiglia dei Coccidi.
La gommalacca è una resina polimerica ottenuta dal secreto delle ghiandole laccipare della Kerria lacca, presente in India e nel sudest asiatico. Le colonie di questa cocciniglia sono completamente avvolte da manicotti cilindrici, spessi circa 1 cm, formati dall'accumulo delle abbondanti secrezioni laccifere. In queste regioni si inocula il coccide su varie piante arboree, provocandone l'infestazione allo scopo di ricavare la lacca. Nonostante esistano diverse resine sintetiche, la gommalacca è ancora presente in commercio e utilizzata per lavori di ebanisteria e restauro e come additivo alimentare nell'industria dolciaria.
I coloranti E120 (cocciniglia) ed E124 (rosso cocciniglia), corrispondenti a due gradazioni del rosso, erano tradizionalmente estratti da alcune specie di coccidi, ottenuti dai pigmenti rossi presenti nel corpo delle femmine e nelle uova. Attualmente questi coloranti naturali hanno importanza marginale, perché in gran parte sostituiti dai corrispondenti sintetici, che mantengono le stesse denominazioni. Le specie da cui si estraggono sono il Dactylopius coccus o cocciniglia del carminio, il Dactylopius opuntiae e il Kermes vermilio o chermococco o vermiglio delle querce. In Polonia si sfruttava la Porphyrophora polonica o cocciniglia polacca.

### Interesse alimentare

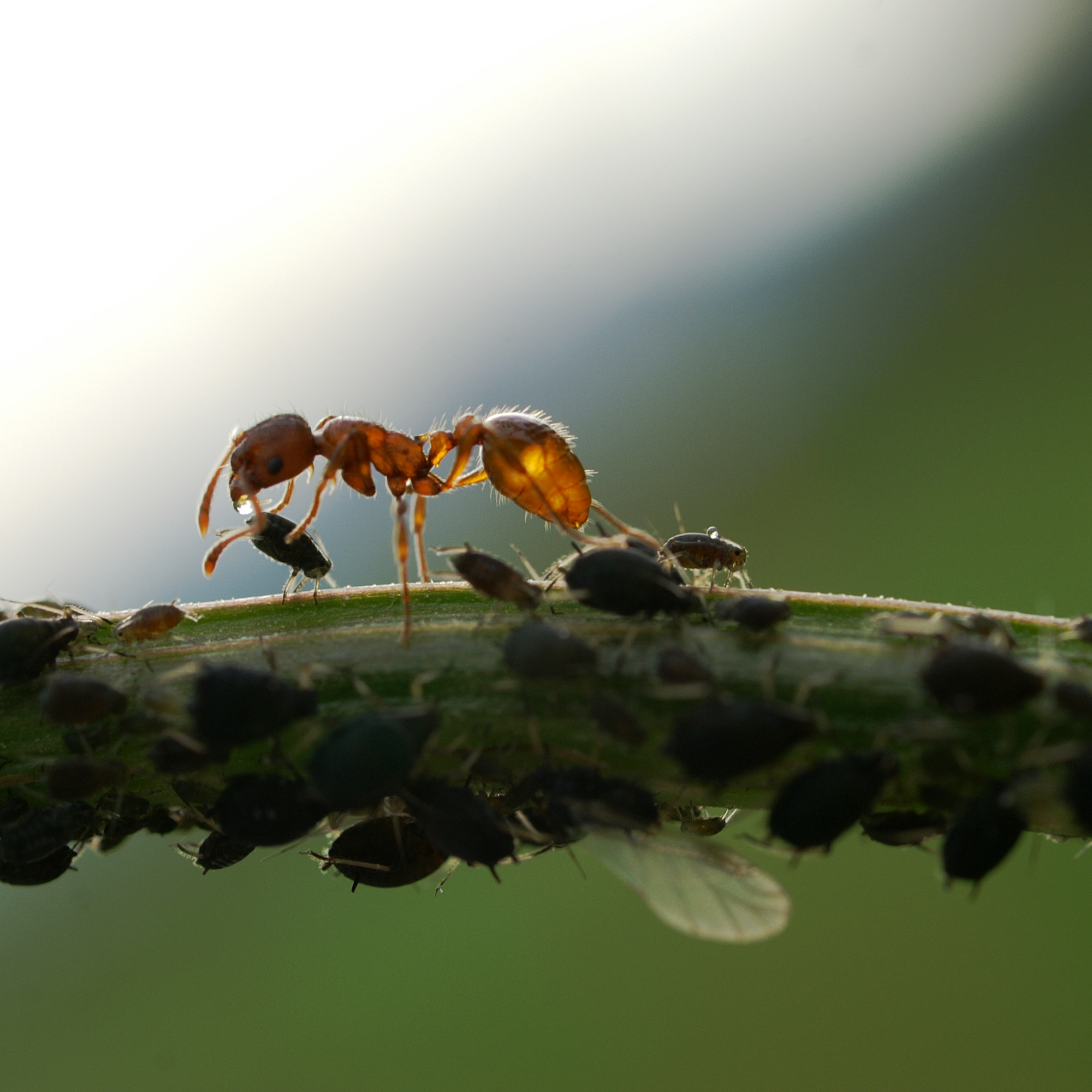
La melata degli afidi, un alimento per molti insetti, ma anche per l'Uomo.

Molte specie di rincoti hanno un interesse anche come risorse alimentari, più o meno dirette, per l'Uomo. Lo sfruttamento di questi insetti ha interessi circoscritti a singole regioni o popolazioni, diffuse però in gran parte del mondo, e si configura in tre diverse attività:
- produzione del miele;
- raccolta delle uova;
- cattura o raccolta degli insetti.

Il miele derivato dai Rincoti, chiamato miele di melata, è prodotto dalle api utilizzando come materia prima la melata dei rincoti, invece del nettare, in ambienti o periodi in cui scarseggiano le fioriture. In Italia è prodotto soprattutto nelle regioni centrali e settentrionali nelle foreste montane di conifere (abetine) e, dagli anni ottanta, in collina in zone a forte infestazione da Metcalfa pruinosa. Il miele di melata differisce marcatamente dagli altri mieli sia per la composizione chimico-nutritiva sia per le proprietà organolettiche e in Italia non gode di particolare favore, mentre è apprezzato nel Nord Europa.
La letteratura cita inoltre l'uso di raccogliere la melata di afidi, cocciniglie o psille in diverse parti del mondo: in Nordamerica, presso le tribù indiane del Gran Bacino e della Sierra Nevada, nel Sudafrica, nel Medio Oriente, in Australia.

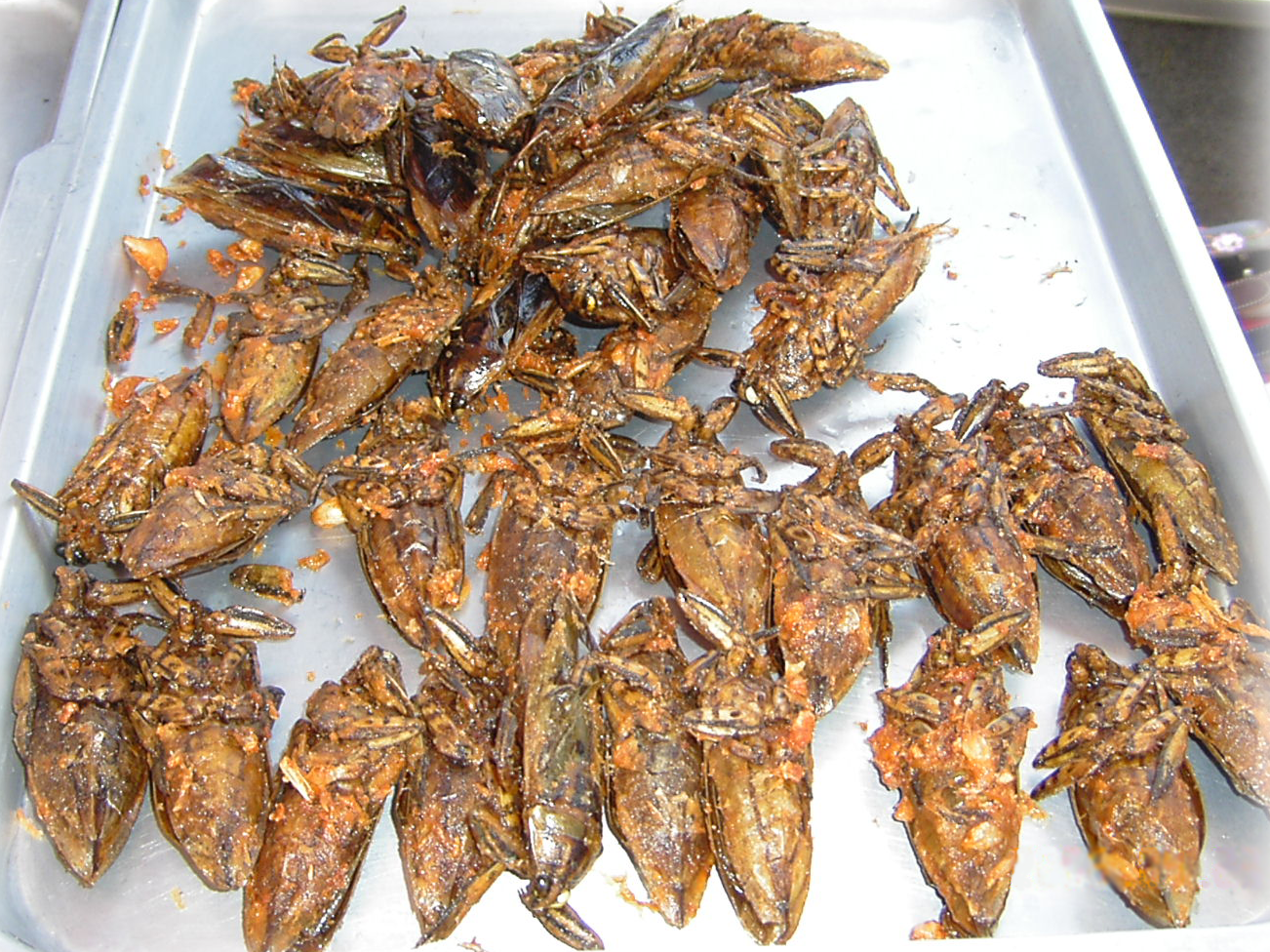
Lethocerus indicus, una leccornia ricercata da Tailandesi, Laotiani e Cinesi, si serve anche nei ristoranti orientali di San Francisco. Ciascuna di queste cimici è lunga.

La raccolta delle uova ha un interesse piuttosto circoscritto. Le uova, utilizzate come alimento per l'Uomo e per gli Uccelli sono ottenute da diverse specie di Corissidi che popolano alcuni laghi salati in Messico e in Egitto. Le informazioni relative all'Egitto, in letteratura, sono scarse. In Messico, la raccolta delle uova dei Corissidi è un'attività tradizionale che risale al tempo degli Aztechi e che a tutt'oggi è ancora viva, malgrado sia seriamente minacciata da problemi ambientali. Il prodotto, noto con il nome locale ahuahutle o, impropriamente, di caviale messicano, è particolarmente rinomato nel mercato locale.
L'uso diretto, come alimento, dei rincoti, allo stadio di neanide o di adulto, è diffuso in tutto il mondo, ma in particolare in America centrale e nel sudest asiatico, e riguarda nella generalità dei casi usi e costumi locali. Il numero di specie interessate è notevole. In genere, il ricorso ai rincoti per l'alimentazione è dettato da condizioni di sottosviluppo e finalizzato ad integrare il fabbisogno proteico, ma in alcuni casi si tratta di una vera e propria tradizione gastronomica. Diverse segnalazioni risalgono inoltre al XIX secolo o alla prima metà del XX secolo. Secondo gli usi locali e le specie interessate, gli insetti vengono o venivano consumati crudi oppure adeguatamente preparati e cucinati.
Le famiglie più ricorrenti sono i Belostomatidi (giant water bugs, in italiano "cimici acquatiche giganti") e i Cicadidi (cicale), comprendenti specie consumate presso varie popolazioni in tutti i continenti, mentre le altre famiglie hanno interessi più circoscritti. Un quadro generale è riassunto nella seguente tabella.
| Famiglie       | Regioni |
| -------------- | --- |
| Belostomatidae | Nordamerica, Messico, Congo, India, Indocina, Malaysia, Cina, Giappone                                                                          |
| Coreidae       | Messico, Nuova Guinea |
| Corixidae      | Messico, Indonesia |
| Gerridae       | India |
| Naucoridae     | Messico, Thailandia |
| Nepidae        | Madagascar, Congo, Thailandia |
| Notonectidae   | Messico, Thailandia, Myanmar |
| Pentatomoidea  | Messico, Sudafrica, Zimbabwe, Malawi, India, Thailandia, Cina                                                                                   |
| Cercopidae     | Congo |
| Cicadellidae   | Australia |
| Cicadidae      | Nordamerica, Messico, Madagascar, Zimbabwe, Congo, Malawi, Zambia, India, Indocina, Malesia, Indonesia, Cina, Giappone, Nuova Guinea, Australia |
| Fulgoridae     | Madagascar |
| Membracidae    | Messico, Brasile |

Nelle popolazioni di origine europea, non si conosce l'uso dei rincoti nell'alimentazione. Pemberton (1988) segnalò che in California si vendevano belostomatidi della specie Lethocerus indicus, la più ricercata, nei ristoranti e in altri punti vendita gestiti da tailandesi, presumibilmente per soddisfare la domanda da parte di immigrati indocinesi.

## Sistematica
Storicamente, i Rincoti erano rappresentati in due ordini distinti, gli Hemiptera o Heteroptera e gli Homoptera. Le denominazioni facevano riferimento alla conformazione delle ali: gli Heteroptera hanno ali anteriori morfologicamente differenziate dalle posteriori, con una parte prossimale sclerificata, gli Homoptera hanno ali anteriori pressoché simili alle posteriori oppure interamente sclerificate. Successivamente i due raggruppamenti vennero riuniti in un unico ordine, a cui si attribuì la denominazione di "Hemiptera" o, secondo l'autore, quella più generale di "Rhynchota".
Secondo la classificazione morfologica più largamente adottata, l'ordine si suddivide in due sottordini, corrispondenti agli originari raggruppamenti sistematici:
- Heteroptera: comprende insetti con ali anteriori generalmente differenziate in emielitre, raramente interamente sclerificate (tegmine) o membranose, provvisti di ghiandole odorifere con uno o due sbocchi nel metatorace, apparato boccale inserito nella parte anteriore del capo e nettamente separato dal prosterno da una regione ventrale sclerificata detta gola.
- Homoptera: comprende insetti con ali anteriori interamente sclerificate o membranose, mai differenziate in emielitre, privi di ghiandole odorifere e con apparato boccale inserito nella parte posteriore del capo, a contatto con il margine del prosterno.

Nel complesso vi sono comprese circa 150 famiglie, ripartite quasi equamente fra i due sottordini, ma con un numero di specie numericamente più rappresentate fra gli Heteroptera, poco meno di 40 000.
La suddivisione interna dei due sottordini ha subito diversi aggiustamenti, con conseguente eterogeneità negli inquadramenti sistematici adottati dalla letteratura. Uno degli schemi più recenti adotta per gli Heteroptera la suddivisione in infraordini e superfamiglie. Per gli Homoptera si adotta tradizionalmente la suddivisione in tre sezioni o divisioni e in superfamiglie, per quanto l'inquadramento sistematico sia obsoleto sotto l'aspetto filogenetico. Il quadro complessivo risultante è riassunto nel seguente schema:
- Sottordine Heteroptera. Si suddivide in sette infraordini, a loro volta comprendenti una o più superfamiglie:
  - Cimicomorpha
  - Dipsocoromorpha
  - Enicocephalomorpha
  - Gerromorpha
  - Leptopodomorpha
  - Nepomorpha
  - Pentatomomorpha
- Sottordine Homoptera. Si suddivide in tre sezioni, ciascuna suddivisa secondo schemi differenti:
  - Auchenorrhyncha
  - Coleorrhyncha
  - Sternorrhyncha

Da un punto di vista filogenetico, la suddivisione in due sottordini è obsoleta, in quanto il raggruppamento degli Homoptera è parafiletico. Sulla base di queste considerazioni, dagli anni novanta diversi autori considerano la suddivisione in 3 o 4 sottordini:
- Heteroptera
- Auchenorrhyncha
- Sternorrhyncha
- Coleorrhyncha

Controverso è l'inquadramento sistematico dei Coleorrhyncha, che comprende la sola famiglia Peloridiidae, e per il quale sono state proposte varie collocazioni. Fra gli orientamenti recenti, infatti, non tutti gli Autori concordano con la separazione in un sottordine distinto, ma alcune interpretazioni includono il raggruppamento all'interno degli Heteroptera o degli Auchenorrhyncha.